# Херсонес Таврический
Херсоне́с Таври́ческий, или просто Херсоне́с (др.-греч. Χερσόνησος — ἡ χερσόνησος: «полуостров»; в византийское время — Херсо́н, в генуэзский период — Сарсона, в летописях Древней Руси — Корсу́нь; укр. Херсонес Таврійський) — полис, основанный древними греками на Гераклейском полуострове на юго-западном побережье Крыма. Расположен на территории современного Севастополя,
аннексированного Россией в 2014 году.
Херсонес Таврический — единственный античный полис Северного Причерноморья, городская жизнь в котором непрерывно поддерживалась вплоть до конца XIV века. В 2013 году «Античный город Херсонес и его хора» был внесен в Список объектов всемирного наследия ЮНЕСКО на Украине.

## Краткая характеристика
На протяжении двух тысяч лет Херсонес являлся крупным политическим, экономическим и культурным центром Северного Причерноморья, где был единственной дорийской колонией. Ныне Херсонесское городище расположено на территории Гагаринского района Севастополя и является историко-археологическим заповедником.

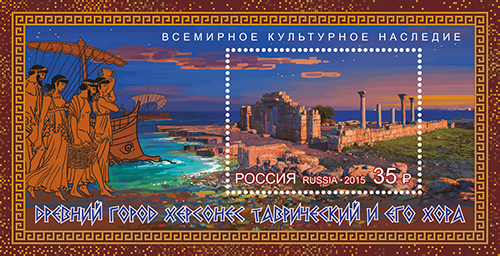
Херсонес Таврический и его хора как объект Всемирного наследия ЮНЕСКО на почтовом блоке России 2015 года

Херсонес вместе с его хорой на Гераклейском полуострове входит в список объектов Всемирного наследия ЮНЕСКО, однако после российской аннексии Крыма мониторинг сохранности музея-заповедника со стороны ЮНЕСКО не проводится, поскольку территория находится под российской оккупацией.
В Российской Федерации, контролирующей спорную территорию Крыма, является особо ценным объектом культурного наследия федерального значения; на Украине, в пределах признанных большинством государств — членов ООН
 границ которой находится спорная территория, — памятником культурного наследия национального значения.

## История

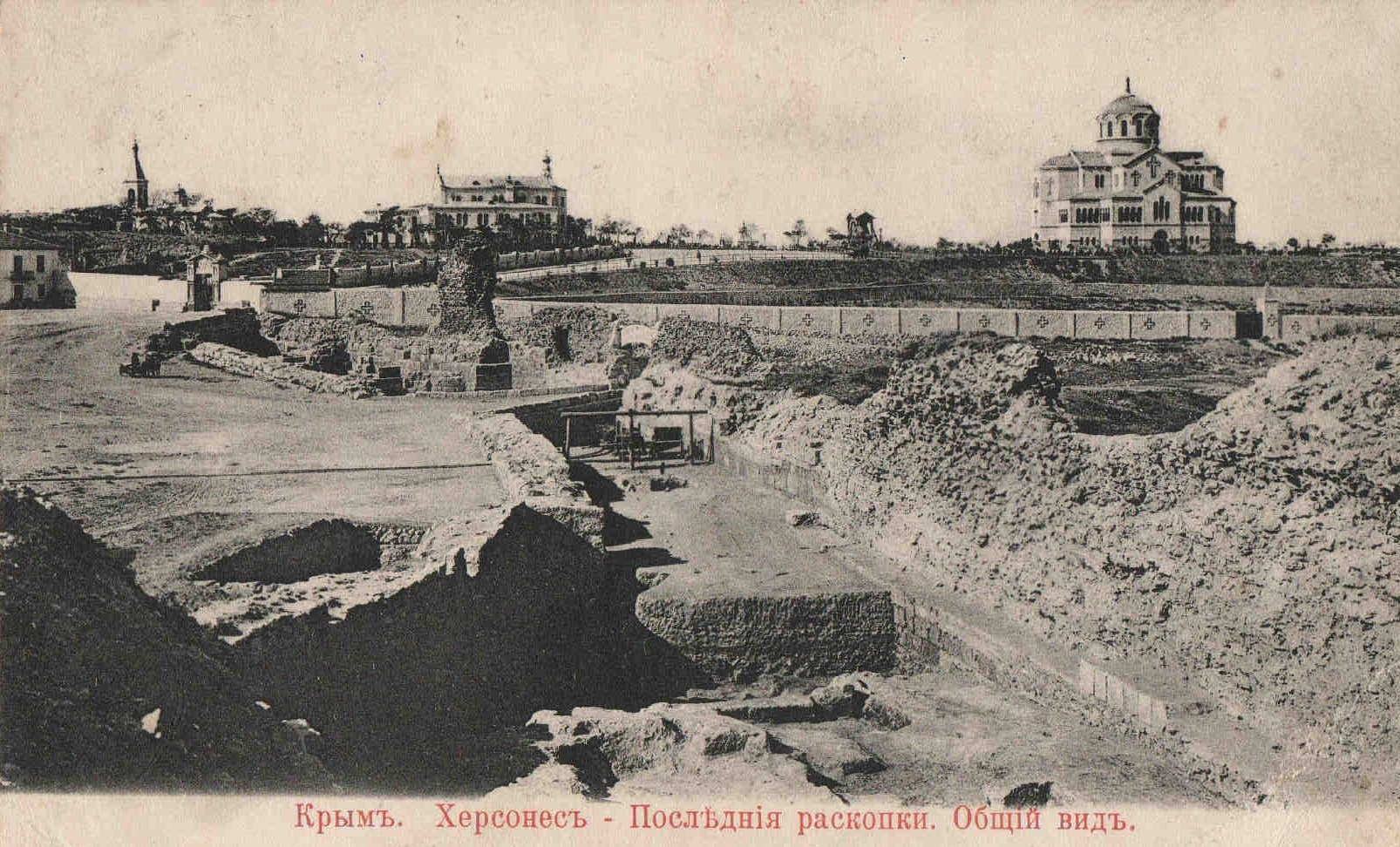
Херсонес. Раскопки в 1900-х годах.

Греческий полис Херсонес, наряду с другими греческими колониями Северного Причерноморья.

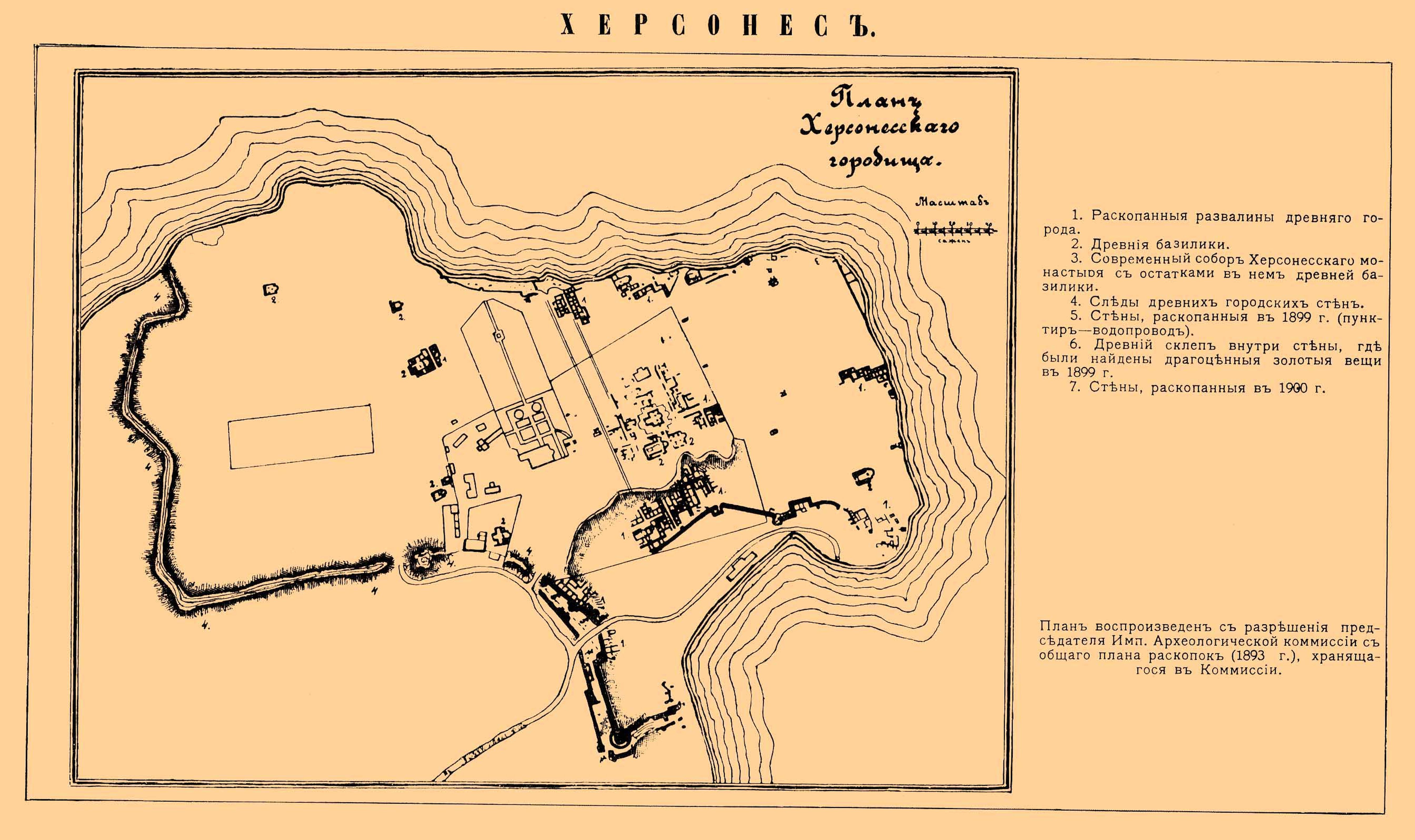
План Херсонесского городища. «Энциклопедический словарь Брокгауза и Ефрона», том XXXVII (73): СПб, Семёновская типолитография (И. А. Ефрона), 1903

«План древнего города Херсонеса-Таврического с показанием раскопанных участков его в разные годы». Чертил художник М. И. Скубетов-Скубентов. «Крым. Путеводитель». Под ред. Бумберг К. Ю., Вагин Л. С., Клепинин Н. Н., Соколов В. В.: Симферополь, 1914

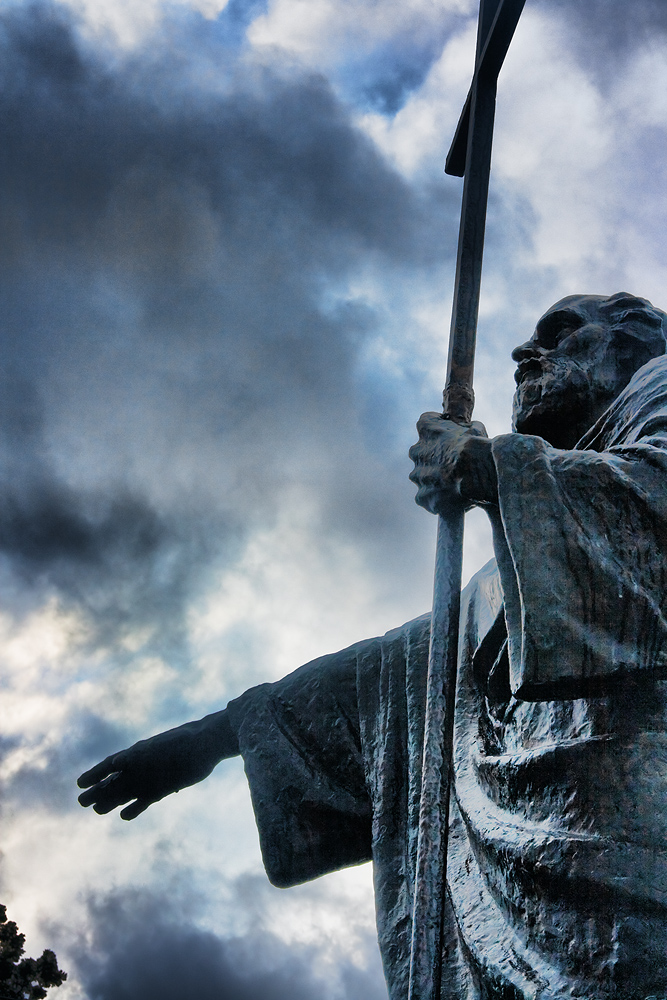
Памятник Андрею Первозванному

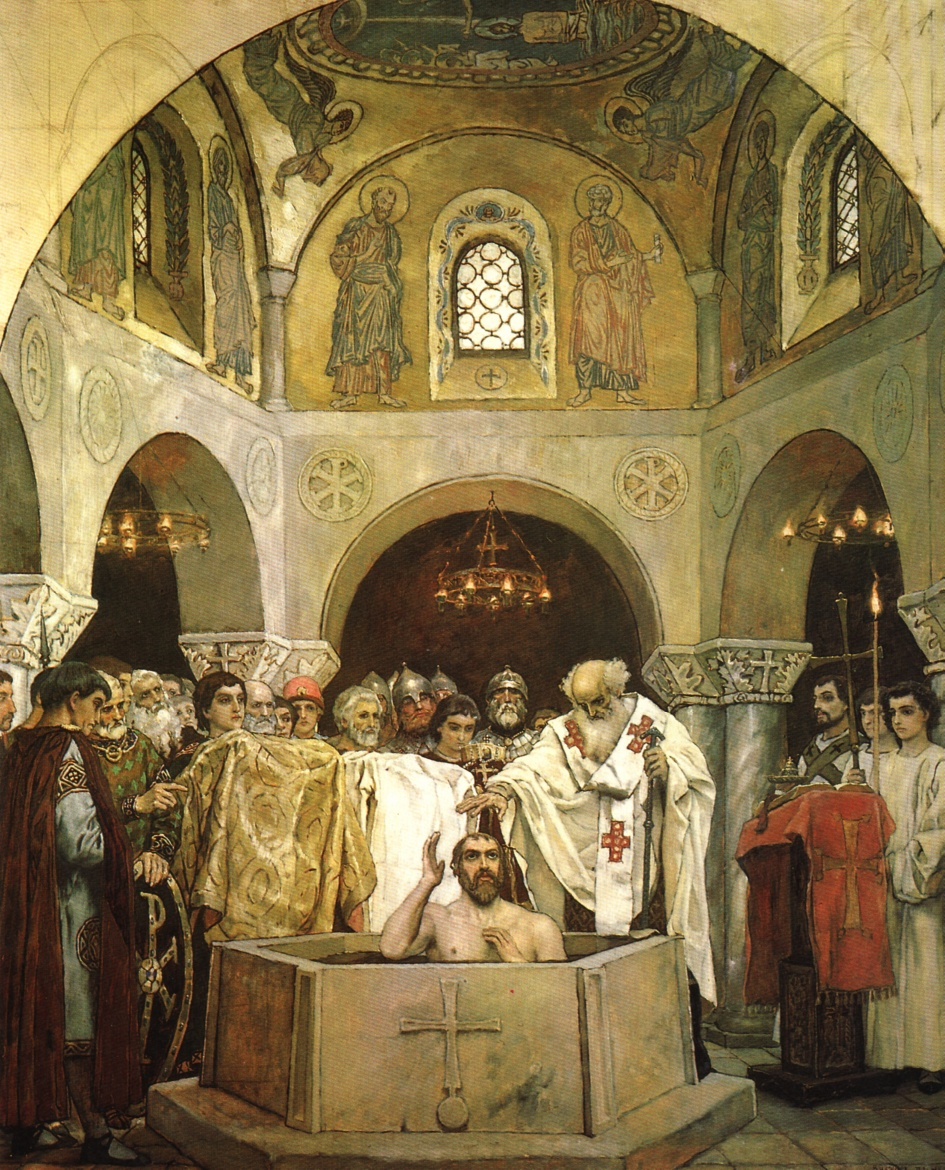
В. Васнецов: Крещение Святого князя Владимира

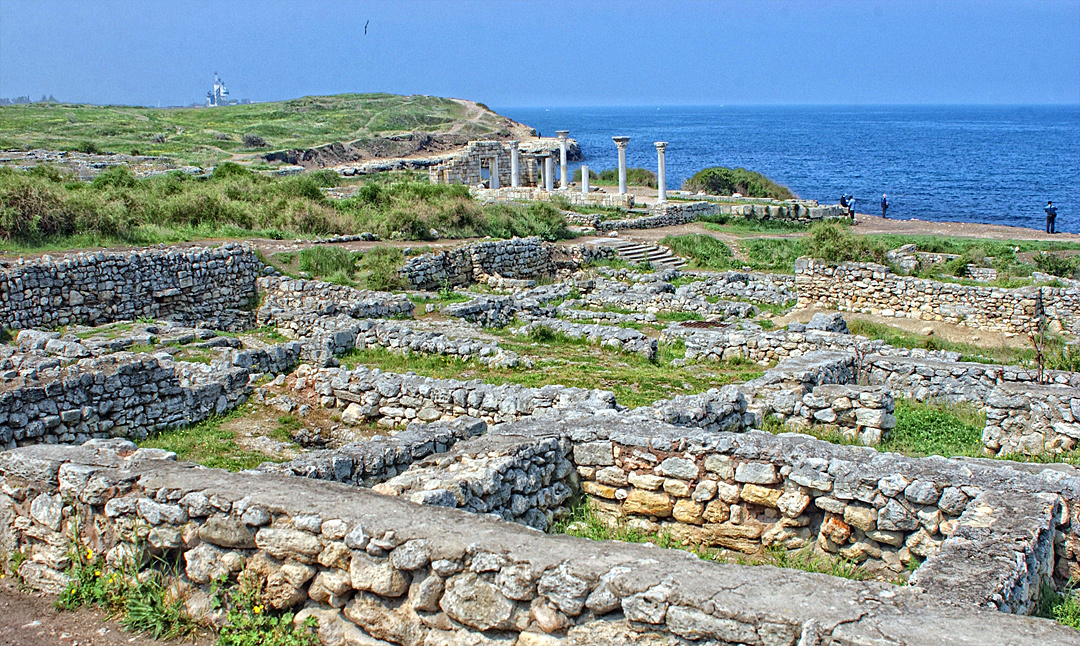
Руины Херсонеса

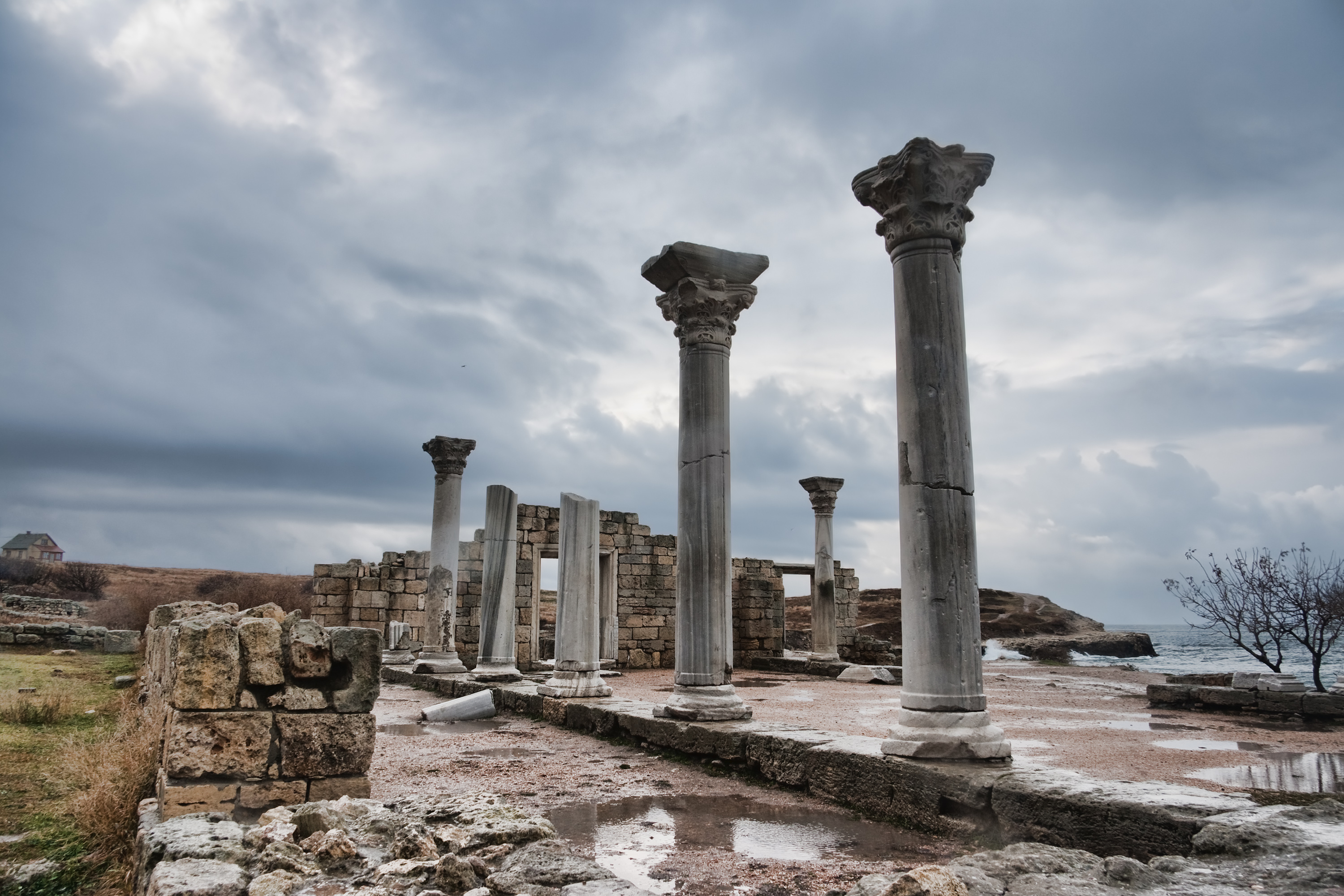
Древняя базилика

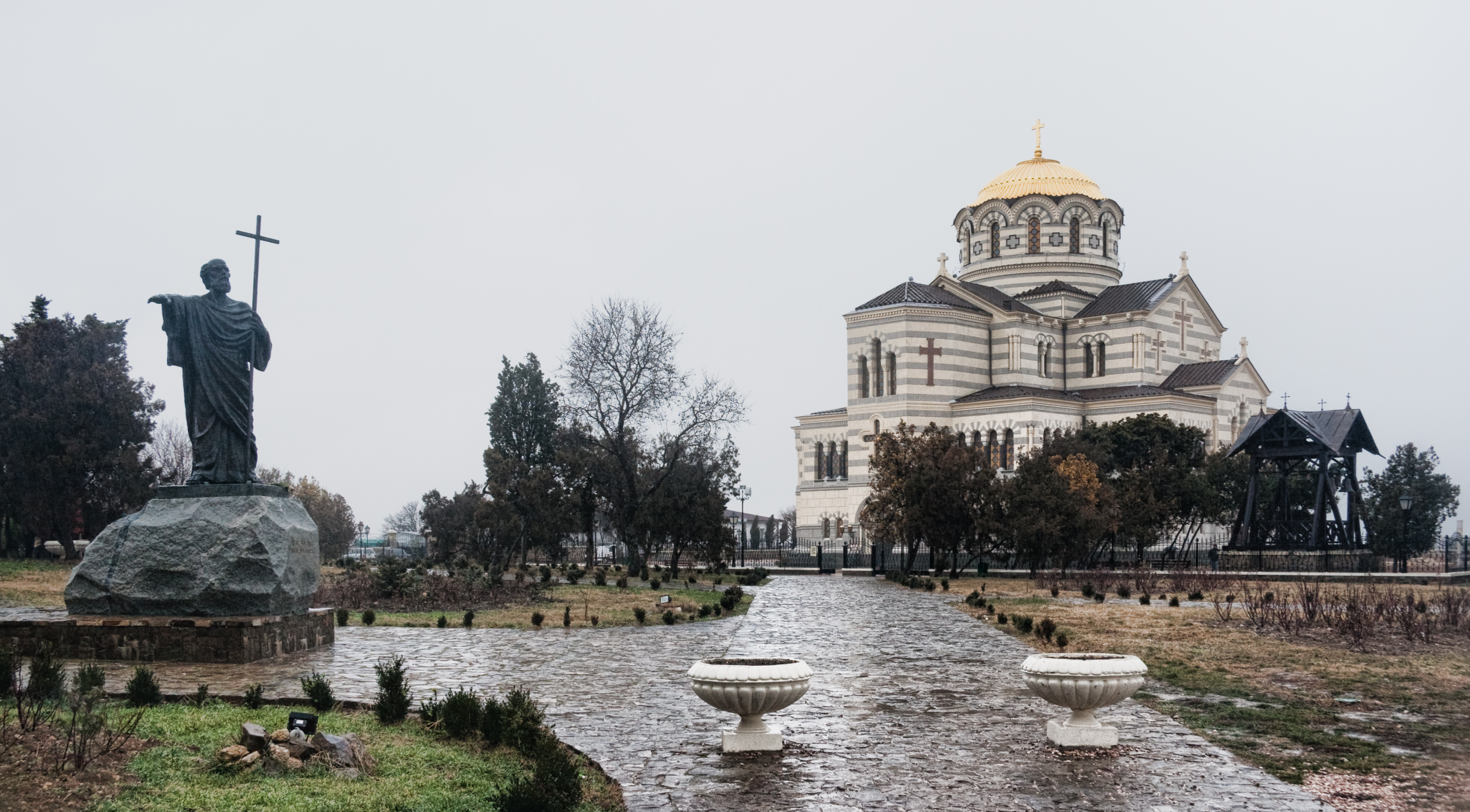
Собор Св. Владимира в Херсонесе

Данный город был основан в 424—421 годах до н. э., изначально, как древнегреческая колония (до 2 века до н. э.) выходцами из малоазийской Гераклеи Понтийской. Существует также версия о наличии более раннего поселения. Заложенная у нынешней Карантинной бухты, колония вскоре осваивает Гераклейский полуостров, а затем и территории северо-западного Крыма, поделив к IV веку до н. э. Крым с Боспором. Херсонес в разное время был также частью существовавших на то время государств: Боспорского царства, Римской, Византийской, Трапезундской и Османской(в составе Крымского ханства) империй.
Город представлял собой типичную эллинистическую полис-крепость и хору. Весь Гераклейский полуостров поделён на ровную сетку из наделов гражданам. Несколько наделов контролировались одной усадьбой хоры. Развалины таких усадеб до сих пор частично сохранились. Между наделами, или клерами, были разбиты дороги. Выращивались, главным образом, виноград и злаковые. Следы подпорных виноградных стенок до сих пор хорошо различимы на территории Гераклейского полуострова. За счёт обширной территории хоры — территория Херсонеса совпадает или даже превышает территорию застройки жилых районов современного города Севастополя.
Будучи демократическим полисом, Херсонес принимал активное участие в общегреческих праздниках, спортивных состязаниях, вёл активную внешнюю политику. Верховной покровительницей города считалась Дева. В IV—III веках до н. э. Херсонес выпускает массовые серии серебряных монет, успешно конкурировавших с другими валютами черноморского региона.
В III веке до н. э. в Херсонесе жил историк Сириск, описавший историю города и его взаимоотношения с Боспором и другими городами Причерноморья. Упоминание об этом историке сохранил памятный декрет, датирующийся второй половиной III века до н. э.
В городе имелся свой календарь. Главным празднеством были Партении.
Все годы существования государства Херсонесу приходилось вести войны. Во II веке до н. э. шла кровопролитная, длительная война со скифами. Была утрачена Керкинитида, разрушен Калос Лимен, в руки скифов перешли форпосты, ныне известные как городище Чайка и городище Беляус. Враг неоднократно стоял у ворот города. Херсонес вынужден был обратиться за помощью к понтийскому царю Митридату VI Евпатору, который направил в Крым большой отряд во главе с полководцем Диофантом. Действуя во главе объединённой армии, куда входили херсонесские и понтийские войска, Диофант в продолжение трёх кампаний (около 110—107 годов до н. э.) разгромил скифов, взял Феодосию, прошёл на Керченский полуостров и захватил Пантикапей. Однако и Херсонесу не удалось сохранить свою самостоятельность: он вошёл в состав державы Митридата. С тех пор город находился в постоянной зависимости от Боспорского государства.
После смерти Митридата VI Евпатора политическая карта всего Восточного Средиземноморья кардинально изменилась. Выбирая из двух зол меньшее, херсонеситы стремились «стать под твёрдую руку» Рима в качестве «свободного города» и избавиться от унизительной опеки полуварварских царей Боспора. Гай Юлий Цезарь даровал городу желаемое, но позднее, следуя своему излюбленному принципу «разделяй и властвуй», римские императоры то подчиняли город своим союзникам — боспорским царям, то предоставляли ему «свободу», когда необходимо было сдержать амбиции боспорских монархов. В 25 году до н. э. Август дарует Херсонесу «свободу» от Боспорского царства. В 8 году до н. э. Царь Боспора Полемон убит аспургианами. Октавиан Август признаёт Аспурга царём Боспора, добившись выделения из его царства Херсонеса.
В первых веках нашей эры в Херсонесе утверждается олигархическая республика, власть в которой принадлежала незначительному кругу влиятельных, знатных и послушных Риму лиц. В 60-е годы I века римляне организовали крупную военную экспедицию в Таврику, чтобы дать отпор скифам, вновь угрожавшим городу. После разгрома скифов войсками трибуна Плавтия Сильвана, Херсонес становится форпостом римских войск в Северном Причерноморье.
В цитадели города, сменяя и дополняя друг друга, стояли отряды I Италийского, XI Клавдиевого и V Македонского легионов из провинции Нижняя Мёзия, а в херсонесской гавани базировались корабли мёзийского Флавиевого флота (Classis Flavia Moesica). В городе находилась ставка военного трибуна, командовавшего сухопутными и морскими силами в Крыму.
Уже в I веке в Херсонесе появляются первые последователи христианства. Здесь оканчивает свою жизнь римский папа Климент I. К IV веку относится время жития Херсонесских святых. В 381 году херсонесский епископ Эферий принимал участие во Втором Вселенском Соборе. С утверждением христианства как государственной религии в империи безжалостно разрушаются памятники античного искусства, театры, храмы, их заменяют христианские церкви и часовни. В составе Римской державы в IV—V веках город ведёт изнурительную борьбу за выживание, сдерживая сильнейший натиск варваров, среди которых особой свирепостью отличались гунны. В связи с угрозой нападения кочевников, в последней четверти IV века в Таврику переводится легион Balistarii Seniores, входивший в подчинение военного магистра Востока, и впоследствии составивший основу херсонесского гарнизона. Херсонес, защищённый мощными оборонительными стенами и башнями, продолжает жить ещё тысячелетие, но уже в условиях нового, феодального строя.
В V веке Херсонес вошёл в состав Византийской империи, а в IX веке стал одной из её военно-административных областей — фемой. К этому времени изменился не только внешний облик средневекового города, но и его имя: византийцы называли его Херсоном, славяне — Корсунем.
Вплоть до XIII века он был форпостом Византии в Крыму. В это полутысячелетие своей истории Херсон оказывался в перекрестии военно-политических интересов Хазарского каганата (см. Хазарский протекторат над Херсоном), Киевской Руси, печенегов и половцев, но врагу лишь однажды удалось вступить в городские пределы.
Раннее упоминание Корсуня — на первых страницах «Повести временных лет», где говорится о посещении этого города апостолом Андреем. В 988 году киевский князь Владимир после нескольких месяцев осады захватил город. Взятие Корсуни позволило Владимиру диктовать свои условия императору Василию II и жениться на византийской царевне Анне. В Херсонесе на стену цистерны для воды, которая перестала использоваться по своему прямому назначению во второй половине X или в начале XI века и до рубежа XI—XII веков действовала как тюрьма, был нанесён знак-граффито Владимира Святославича с необычно массивной, широкой ножкой.
Успех в 1204 году 4-го крестового похода привёл к развалу Византийской империи на ряд мелких государств и резкой активизации мусульманских и кочевых народов. Контроль над черноморскими владениями в Халдии, Пафлагонии и Херсоне захватила Трапезундская империя. Всё это имело самые печальные последствия для Херсонеса. В первой половине XIII века хозяевами южного Причерноморья стали турки-сельджуки, подчинившие себе всю транзитную торговлю, и в 1220-х годах южный берег Крыма подвергся их нападениям.
В 1223 году свой первый набег на Крым совершили монгольские орды Чингисхана. В 1299 году южную и юго-западную Таврику разорила орда татарского хана Ногая. Не смог устоять и Херсонес. Во второй половине XIII века главные торговые пути переместились в восточную часть Таврики, где генуэзцы основали свои торговые фактории Кафу (современная Феодосия), Солдайю (современный Судак), а вблизи Херсона возникает Чембало (современная Балаклава).
В середине XIV века контроль над городом осуществляли генуэзцы, но вернуть ему былое могущество не удалось. В 1363 году Великий князь Литовский Ольгерд разбил крымскотатарское войско близ устья Днепра, вторгся в Крым, опустошил Херсонес и захватил здесь все ценные церковные предметы. Преемник его Витовт в 1397 году пошёл на Крым, дошёл до Кафы и снова разрушил Херсонес.
Не следует думать, что в XIII—XIV веках херсониты смиренно наблюдали угасание жизни родного города. Напротив, ремонтировались городские стены и башни, в храмах совершалась служба, мостились улицы, работали мастерские, не пустовали постоялые дворы. Жилые дома украшались орнаментальной резьбой, росписью, фигурными карнизами. Но в 1399 году темник Едигей предаёт город огню и мечу. После этого сокрушительного удара Херсонесу подняться было не суждено.
Херсонес в первую очередь был торговым городом, который исчез, потому что не выдержал конкуренции с генуэзскими колониями: Кафой, Чембало и другими, забравшими в свои руки торговлю в бассейне Чёрного моря. Учитывая нравы генуэзских купцов, можно представить, что не все методы борьбы с Херсонесом были честными.
В первой половине XV века ещё теплилась жизнь небольшого рыбацкого посёлка, но вскоре население покинуло и его. В XVI веке польский посол Мартин Броневский пишет о Херсонесе:

Достойные удивления развалины очень явно свидетельствуют, что это был некогда великолепный, богатый и славный город греков, многолюдный и славный своею гаванью. Во всю ширину полуострова, от берега до другого, ещё и теперь возвышается высокая стена и башни многочисленные и большие из тёсаных огромных камней. Этот город стоит пуст и необитаем и представляет одни развалины и опустошение. Дома лежат во прахе и сравнены с землёй…

## Государственный строй
Херсонесское государство представляло собой полис с демократической формой правления. Высшим органом власти было собрание всех свободных граждан мужского пола, достигших совершеннолетия. Народное собрание принимало законы и решало важнейшие вопросы. Повседневной жизнью города руководили выборный совет и коллегии, осуществлявшие наблюдение за всей деятельностью жителей города. Видимо, члены совета выбирались на месяц, а его секретарь (грамматевс) — на год. Так называемый царь (василевс) был эпонимом, то есть его именем назывался и датировался год. От древней высокой должности царя сохранились почётные, но только формальные религиозные функции. Для командования войском избиралась коллегия стратегов, позже их заменили архонты.
Коллегия демиургов охраняла чистоту демократического строя. В городе существовали народный суд и специальные должностные лица — дикасты (судьи). Решения суда принимались при помощи голосования камешками, то есть путём тайного голосования, как указано и в херсонесской присяге: «буду судить камешками по законам».
Государственная казна и священные суммы находились в ведении различных лиц, которые также выбирались народом, а по окончании срока службы отчитывались перед народным собранием о произведённых расходах. Агораномы наблюдали за порядком на рынке, астиномы — за точностью мер веса и объёма. Имена последних ставились на монетах и ручках амфор. Как и в других античных государствах, в Херсонесе придавали большое значение физическому воспитанию и обучению. Здесь существовала особая должность гимнасиарха.
Все эти должности были выборными — выборы производились либо хейротонией (голосованием поднятием рук), либо по жребию.
К числу наиболее важных должностных лиц относились номофилаки (магистраты), характерные исключительно для аристократических и олигархических государств, где они имели право налагать наказания, назначать послов и прочее. Такая черта аристократического устройства связана с завоеванием и подчинением местного населения и необходимостью быть в постоянной военной готовности, когда большую роль играют представители наиболее состоятельных и знатных семейств, выступающих в качестве силы, укрепляющей и цементирующей вооружённые силы.
Политическая история Херсонеса V—II веков до н. э. нам почти неизвестна. Пожалуй, только один, но зато очень важный период освещён в источниках очень полно. С III века до н. э. грозной силой в Северном Причерноморье становятся скифы. Разрозненные их племена постепенно переходят к оседлому образу жизни, земледелию (наряду со скотоводством), образованию племенных союзов. Политическое их объединение завершается созданием крупного государства с центром в Неаполе Скифском. Во главе его становится умный и энергичный вождь — царь Скилур. Скифская знать мечтает о богатствах греческих городов, стремится захватить в свои руки побережье с его заморской торговлей.
В I веке до н. э. Херсонес утратил демократическую форму правления и попал в зависимость от Рима.

## Экономика
Торговля Херсонеса была в основном посреднической. Из греческих городов Малой Азии, островов Эгейского моря и материковой Греции (Гераклея, Синопа, Делос, Родос, Афины) торговцы привозили сюда украшения из драгоценных металлов, оружие, расписную чёрно-лаковую посуду, оливковое масло, мрамор и др. Часть этих товаров перепродавалась соседям — скифам. Значительную долю херсонесского экспорта составляли туземные товары: хлеб, скот, кожи, меха, мёд, воск, а также рабы. Гераклейский полуостров херсонеситы превратили в свою сельскохозяйственную округу — хору, где были возведены укрепления, усадьбы, размежёваны наделы, зеленели виноградники и сады. Виноградарство и виноделие составляло основу местного сельского хозяйства. В самом городе развивались ремёсла: гончарное, кузнечное, литейное, строительное и косторезное дело. Во все времена жители Херсонеса были отменными мореходами и рыбаками.
Римский протекторат способствовал экономическому подъёму в I—III веках. Горожане активно укрепляли городские стены и башни, сооружали новые храмы, строили термы (бани), перестроили театр, провели несколько ниток водопровода. Херсонес вёл оживлённую торговлю с крупными торгово-ремесленными центрами Чёрного и Средиземного морей и, прежде всего, со своими традиционными партнёрами на южном берегу Понта — Гераклеей, Синопой, Амисом, Амастрией. В Херсонесе периодически возобновлялась чеканка золотой монеты. К традиционно импортируемым в город товарам добавились изящные стеклянные и бронзовые сосуды, разнообразная красно-лаковая керамика, пряности и благовония. Из города в больших объёмах вывозилась сельскохозяйственная продукция, кожи, солёная и сушёная рыба, рыбные соусы. В это время рыболовство превращается в самостоятельную отрасль городского хозяйства. В ходе раскопок обнаружено около сотни рыбозасолочных цистерн, ёмкость некоторых из них достигала 30—40 тонн.
После захвата Херсонеса киевским князем Владимиром, Византия заключила с Русью равноправный союз. Херсонесу, служившему посредником в их торговле, этот союз был очень выгоден. Отсюда в Малую Азию и Византию отправлялись продукты сельского хозяйства и животноводства; из южных стран в Херсонес и далее, на север, везли оружие, ткани, масло.
В XI—XII веках наблюдается некоторое ослабление торгово-экономических позиций Херсонеса. Однако он сохранил своё значение как опорный пункт византийского военно-политического присутствия в регионе, о чём говорят находки печатей севастов — высших чиновников, членов императорских фамилий.
Со временем могущество Византии ослабело, и в XIII веке торговля на Чёрном море оказалась в руках итальянских (венецианских, а затем генуэзских) купцов, которые основали в Крыму свои фактории. Торговые пути переместились в Восточный Крым, и это стало одной из причин упадка экономики Херсонеса. К середине XV века жизнь в нём окончательно угасла. Прошло время, и земля погребла под собой руины некогда большого и прекрасного города.

## Раскопки
Лишь 400 лет спустя, в 1827 году, по распоряжению главного командира Черноморского флота и портов Российской Империи А. С. Грейга были проведены первые раскопки с научными целями на месте погибшего Херсонеса, при которых было открыто три храма. Производителем работ, предположительно, был капитан Севастопольского порта Мориц Борисович Берх. Впоследствии они проводились отдельными лицами и организациями. Наиболее систематические раскопки начались в конце 1880-х годов под руководством генерала К. Ф. Геммельмана. Двадцать лет жизни отдал им организатор будущего музея К. К. Косцюшко-Валюжинич, которого в мае 1908 года сменил Роберт (Роман) Христианович Лепер, до этого бывший учёным секретарём Русского археологического института в Константинополе (РАИК).
Сотрудничество с Национальным заповедником «Херсонес Таврический» внесло существенный вклад в формирование и развитие Уральской школы византиноведения: в 1958 году усилиями уральских византинистов и антиковедов была создана Крымская экспедиция Уральского государственного университета, которая на протяжении почти полувека вела археологические раскопки в Херсонесе. В 1969—2000 годах экспедицию возглавляла А. И. Романчук, опубликовавшая немало научных работ, посвящённых Херсонесу.
Херсонесский историко-археологический заповедник — один из крупнейших научно-исследовательских центров, база, где ведут исследовательскую работу учёные-археологи всего мира и проходят практику студенты университетов. Систематические раскопки помогли восстановить историю древнего города-государства.
Экскурсантов в музей-заповедник привлекают коллекции эпиграфических памятников (в том числе всемирно известная присяга граждан Херсонеса III в. до н. э.), произведения искусства, ремесленные изделия и орудия труда, предметы быта, которыми пользовались жители Херсонеса.
Наиболее ценные находки из раскопок античных городов Крыма представлены в коллекциях Государственного Эрмитажа в Санкт-Петербурге, Государственного Исторического музея и Государственного музея изобразительных искусств имени А. С. Пушкина в Москве.
В 2012 году впервые за историю подводных исследований Херсонеса отдел подводной археологии Национального заповедника «Херсонес Таврический» получил разрешение на изучение акватории в административных границах всего Севастополя. Подводными археологами со дна моря были подняты артефакты Средневековья. В частности, 12 каменных якорей весом до 60 кг были обнаружены на глубине от 15 до 27 м.

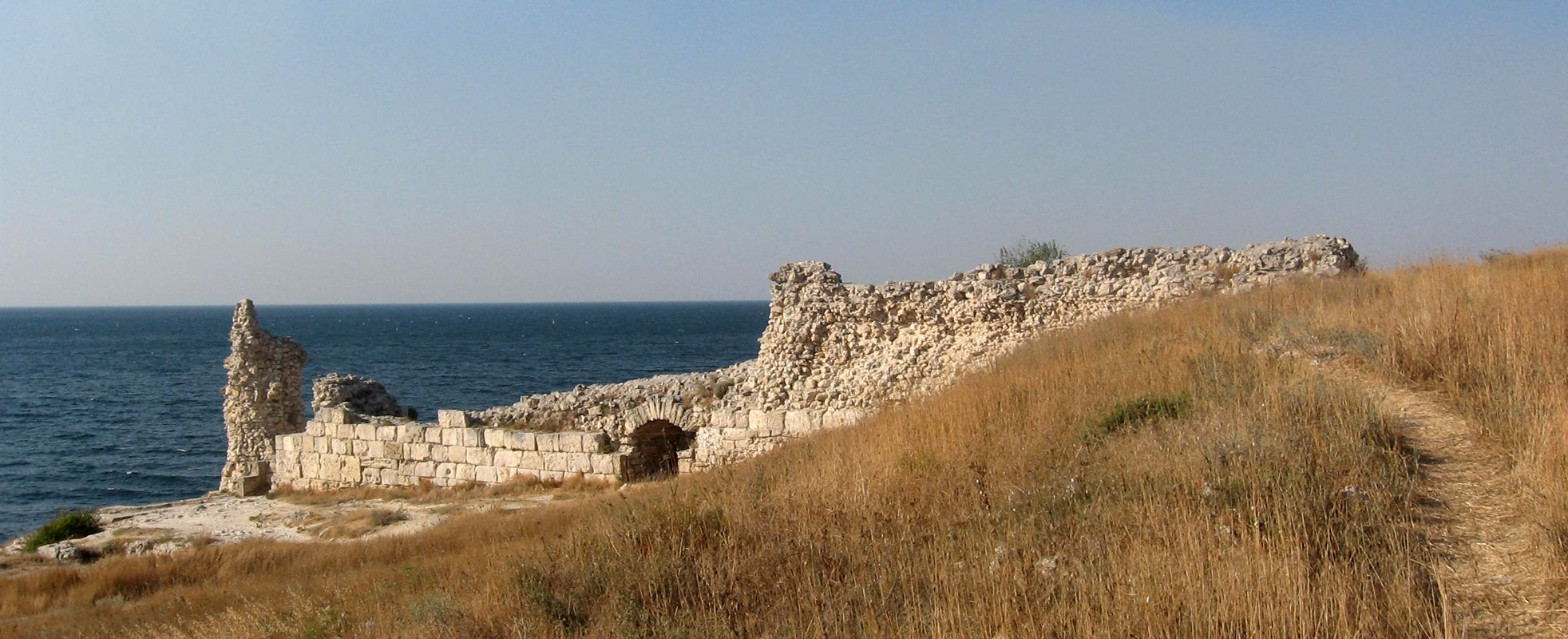
Западные ворота
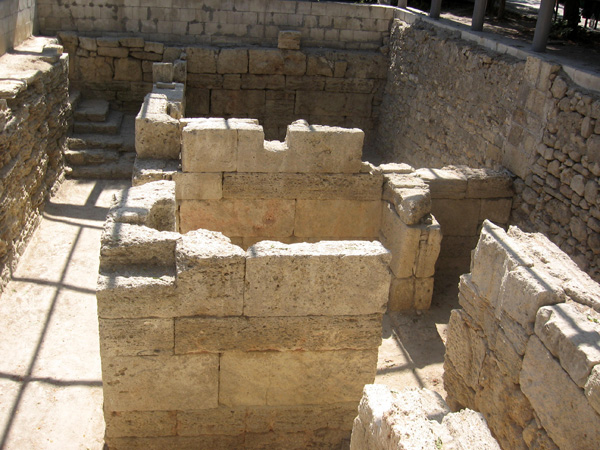
Подвальные помещения Монетного двора
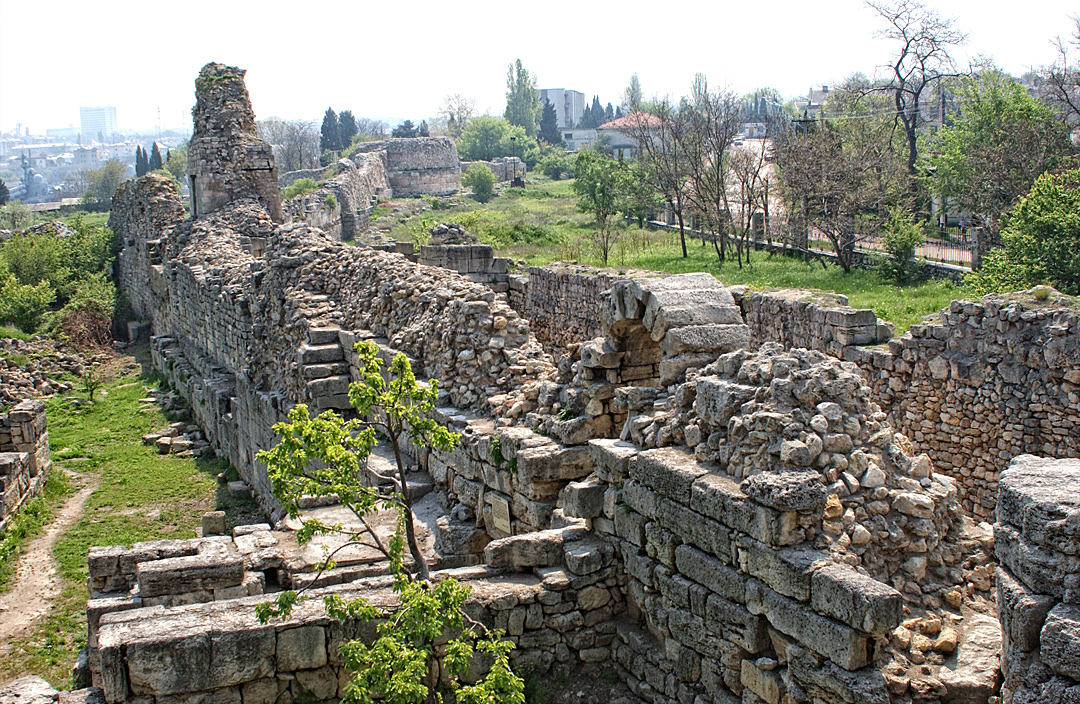
Древняя стена Херсонеса
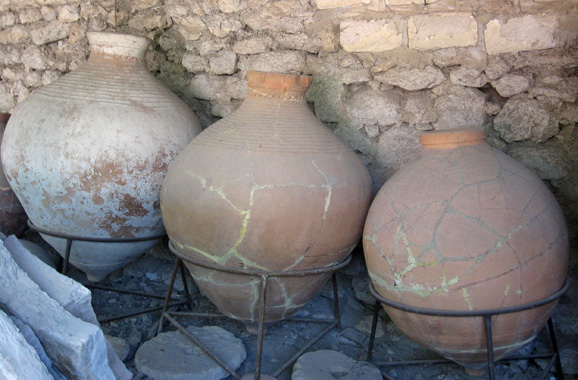
Пифосы для продуктов и вина

С 2020 года музей-заповедник «Херсонес Таврический» оказался в центре скандала: благоустройство на территории музея, которое проводит фонд «Моя история», привело к многочисленным акциям протеста против действий администрации музея по благоустройству места раскопок древнего Херсонеса. В администрации президента РФ рекомендовали создать в Севастополе научно-общественный совет для контроля за дальнейшей деятельностью фонда «Моя история» на данном объекте культурного наследия.

## Архитектурные памятники

### Центральная площадь Херсонеса
Агора (центральная площадь) Херсонеса располагается в средней части главной улицы. Заложенная здесь при первоначальной планировке города в V в. до н. э. она не изменила своего назначения до его гибели. В античную эпоху здесь находились храмы, алтари, статуи богов, постановления народного совета.
После принятия христианства в IV веке на агоре появился новый архитектурный ансамбль, состоявший из семи храмов. В середине XIX века в честь киевского князя Владимира, крестившегося в Херсонесе (Херсоне), на ней строится собор, носящий его имя.

### Театр

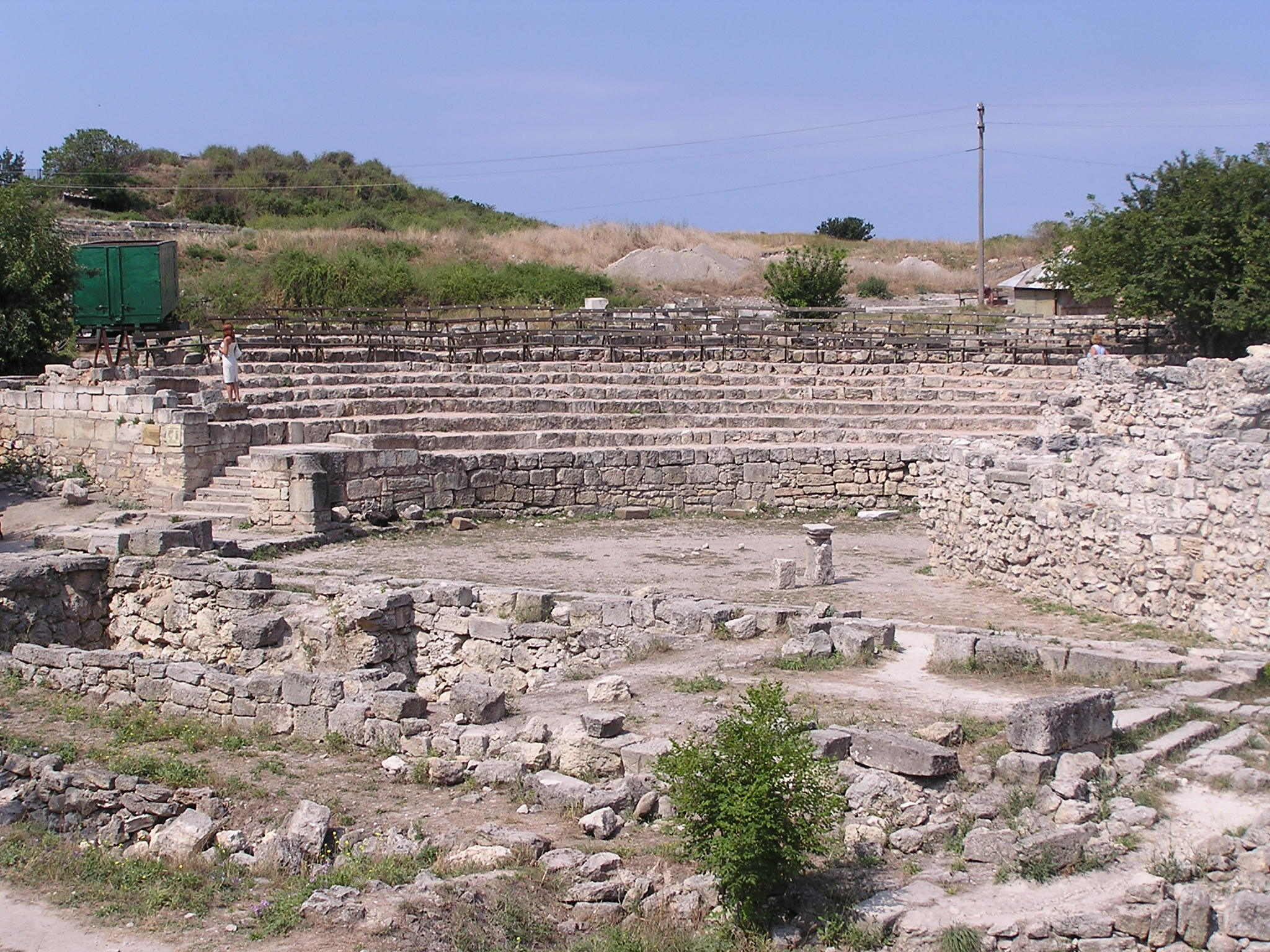
Античный театр в Херсонесе

Херсонесский театр был построен на рубеже III и IV веков до н. э., он вмещал около 2000 зрителей. Здесь устраивались представления, народные собрания и празднества.
В период римского владычества театр также служил ареной для боёв гладиаторов.
После того, как христианство стало официальной религией Римской империи, спектакли были запрещены. Театр пришёл в запустение, и на его руинах были возведены два христианских храма. Один, размещавшийся на орхестре, был разобран при реставрации. Второй — большой крестообразный храм — сохранили. Он получил название «Храм с ковчегом».
Это единственный античный театр, найденный на территории СНГ.

### Базилика в базилике
В мае 2007 года вандалы опрокинули колонны «базилики в базилике», некоторые колонны раскололись, был повреждён мозаичный пол.

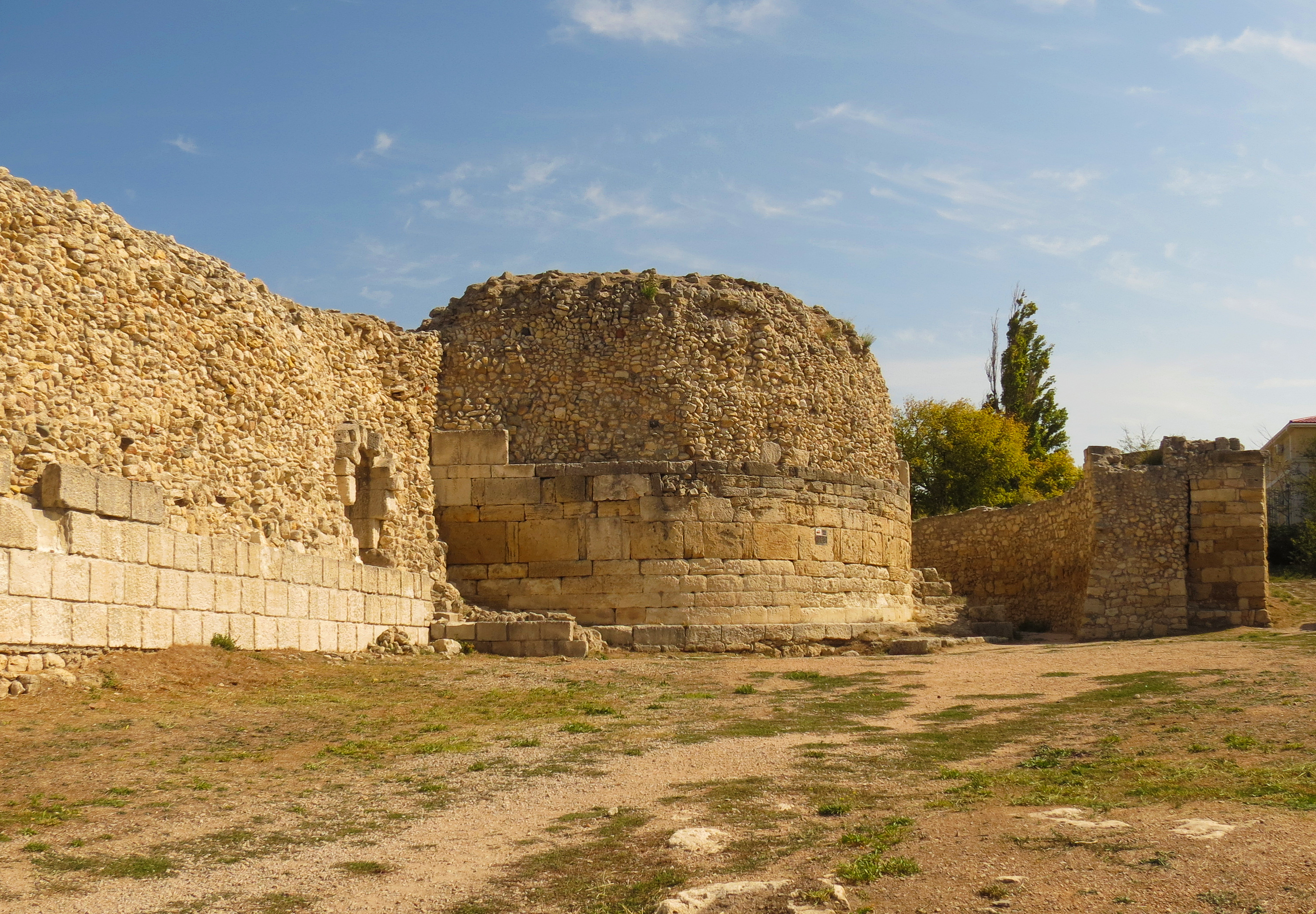
Башня Зенона
Башня Зенона — оборонительная фланговая башня Херсонеса, одно из наиболее сохранившихся оборонных сооружений города.
Колокол
Табличка на колоколе гласит:

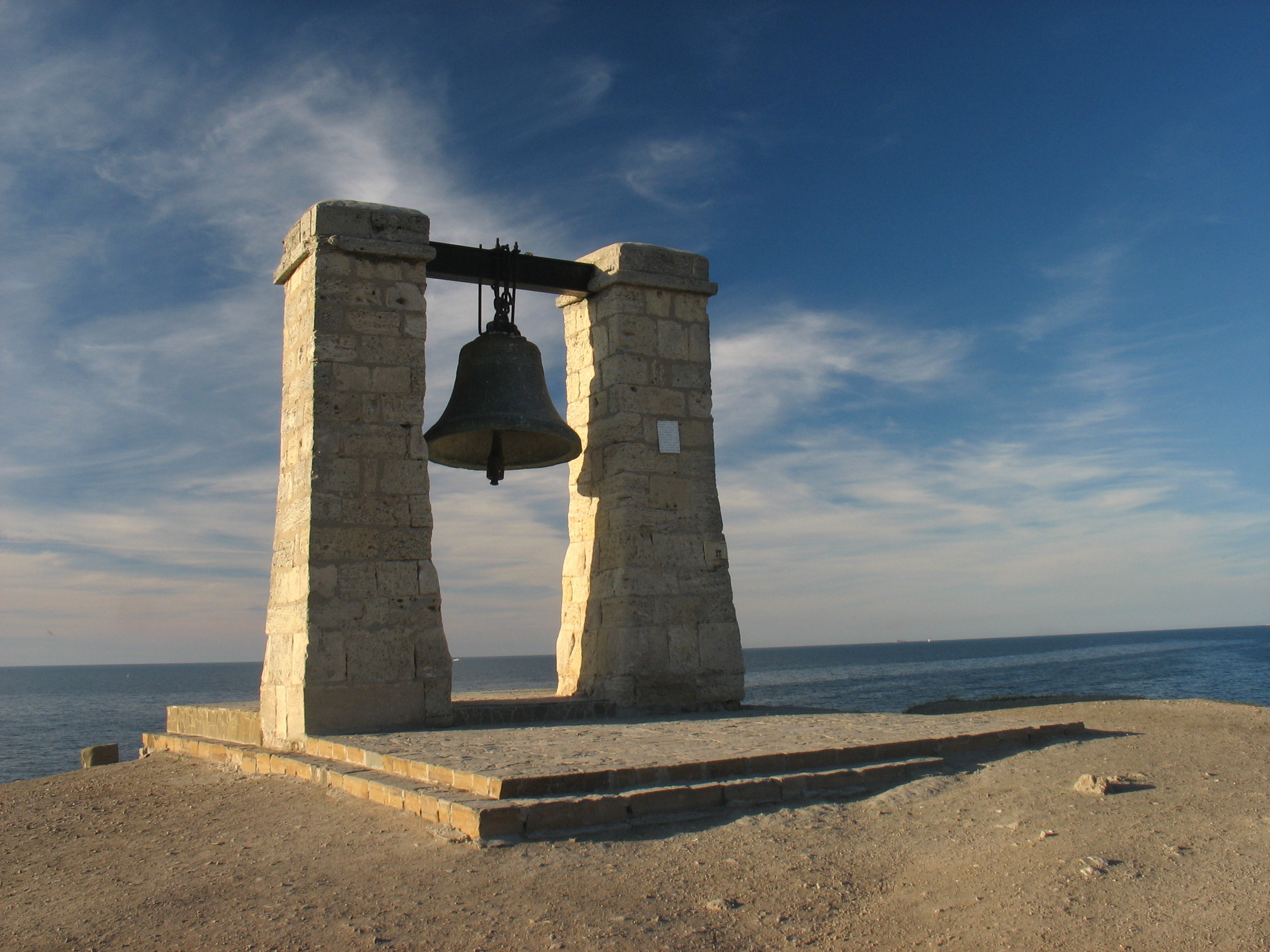
Херсонесский колокол

Колокол отлит в Таганроге в 1778 г. из турецких пушек, взятых в качестве трофея. На нём изображены покровители моряков — св. Николай и св. Фока. После Крымской войны был вывезен в Париж, где находился до 1913 г. Во время непогоды использовался как сигнальный колокол.

В 1803 году по указу императора Александра I колокол был отправлен в Севастополь и предназначался для строящейся церкви Святого Николая. После Крымской войны 1853—1856 гг. союзные войска Англии и Франции вывезли колокол из Севастополя в числе трофеев. Возвращение колокола состоялось 23 ноября 1913 года при большом стечении народа и сопровождалось торжественным Крестным ходом.
Не все исследователи согласны с романтической историей происхождения колокола. Согласно архивным данным, он был отлит примерно в 1890 году, незадолго перед завершением строительства собора. Своё место на берегу моря он занял в 1925 году, когда монастырские здания и собор превратились в служебные и выставочные помещения созданного в том же году музея, а колокол был превращён в звуковой маяк. После Великой Отечественной войны, когда гражданские суда начали массово оснащать радиолокаторами, маячные обязанности с Херсонесского колокола были сняты, и он превратился в ещё один памятник истории города Севастополя.

### Владимирский собор
В 1850-х годах на нынешней территории музея-заповедника был возведён Храм Семи Святомучеников Херсонесских, ставший первым зданием в ансамбле Владимирского собора, в России имеющий статус объекта культурного наследия федерального значения.

## Музейный комплекс «Новый Херсонес»

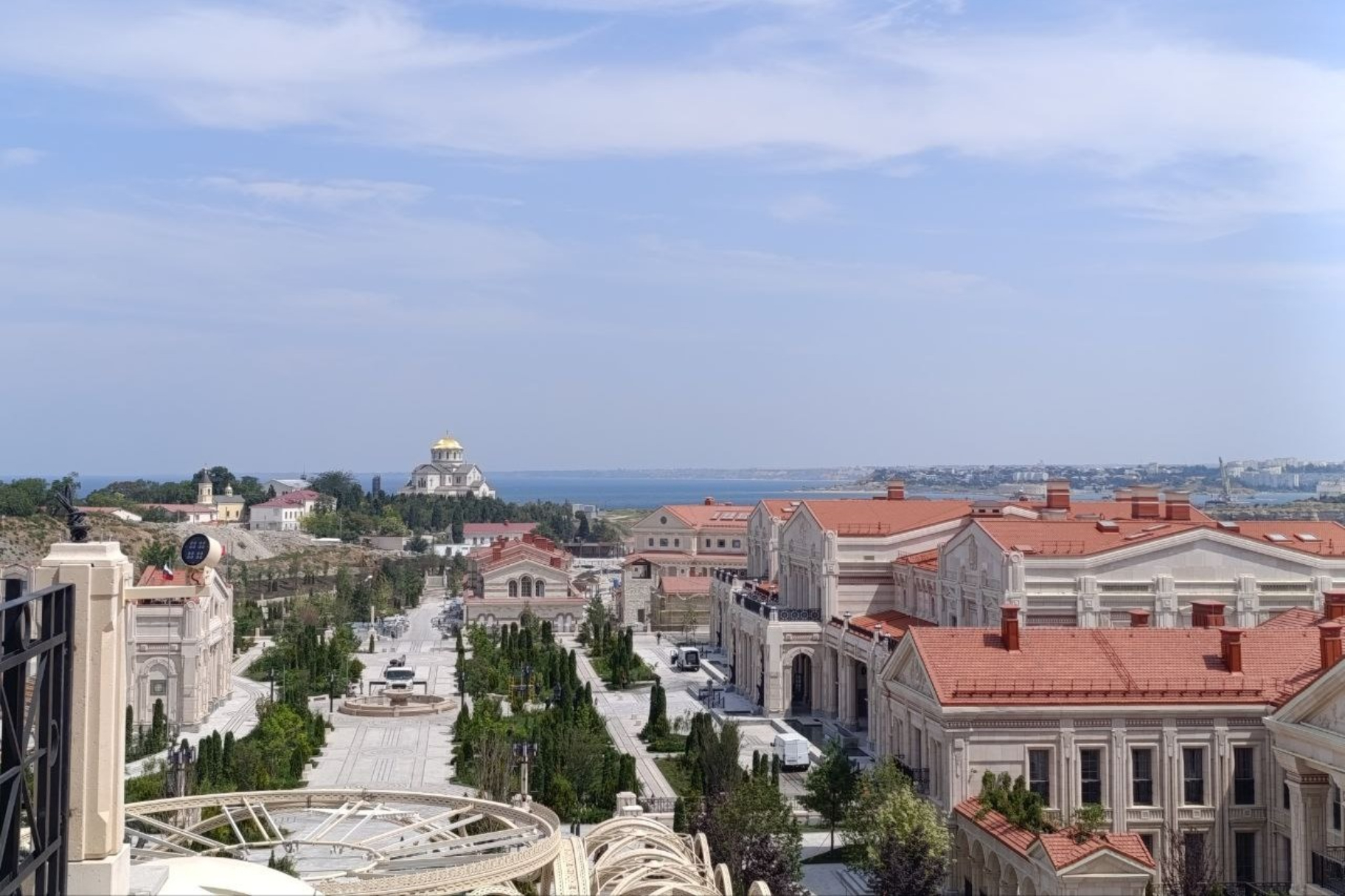
Общий вид Нового Херсонеса

Впервые идею построить новый музейный комплекс в Херсонесе озвучил Владимир Путин в 2015 году, курировал проект митрополит Тихон. После проведения археологических раскопок, в 2022—2024 года на территории Херсонеса Таврического был построен музейный комплекс «Новый Херсонес». Общая площадь комплекса составляет около 24 гектар и включает в себя более 10 зданий, в том числе три музея: Музей античности и Византии, музеи Крыма и Новороссии, музей христианства, а также амфитеатр на 1200 мест и другие объекты. По территории комплекса протекает древняя река Героон, которая была найдена во время проведения археологических раскопок. Специалистам удалось вновь высвободить поток на поверхность земли и восстановить течение. 30 июля 2024 года музейно-парковый комплекс «Новый Херсонес» был официально открыт. В январе 2025 года было завершено строительство нового фондохранилища для музея.

## Нумизматика

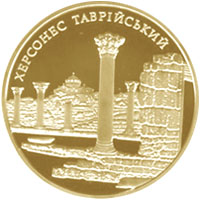
Украинская золотая монета 100 гривен. 2009 г.

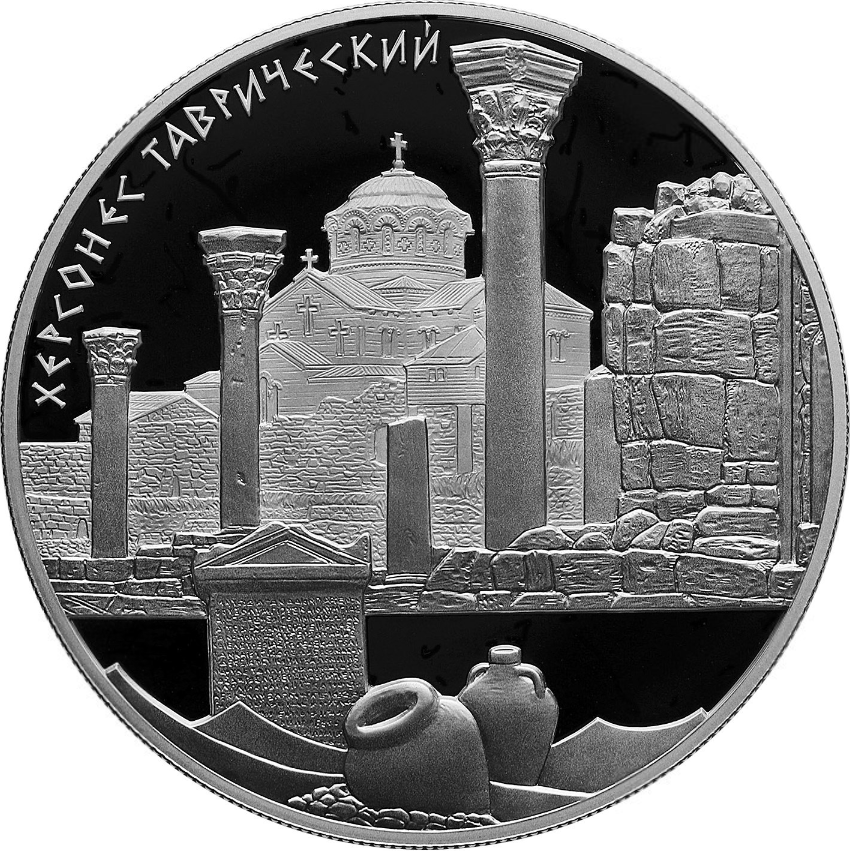
Российская серебряная монета 25 рублей. 2017 г.

Национальным банком Украины в 2009 году выпущена памятная монета номиналом 100 гривен «Херсонес Таврический». Монета выполнена из золота 900 пробы и отчеканена тиражом 3000 штук, все монеты имеют вес 31,1 грамм и диаметр 32 мм. На аверсе монеты изображена древняя арка, Херсонесский колокол и древние монеты, на реверсе монеты изображены руины древнего Херсонеса и Владимирский собор вдали.
В 2015 году Банк России выпустил в обращение памятные серебряные монеты номиналом 3 рубля «Святой равноапостольный великий князь Владимир — Креститель Руси». На монете расположено рельефное изображение храма Святого равноапостольного Владимира (Владимирский собор) в Херсонесе, под ним — горизонтальная надпись: «ХЕРСОНЕС • СЕВАСТОПОЛЬ». Тираж — 10000 штук.
5 июля 2017 года Банк России выпустил в обращение памятные серебряные монеты номиналом 25 рублей «Херсонес Таврический». Вес 168,1г, диаметр 60 мм, проба металла — 925, тираж Санкт-Петербургского монетного двора — 1000 шт. На монете расположено рельефное изображение Государственного историко-археологического музея-заповедника «Херсонес Таврический», Владимирский собор и древние амфоры.

## Прочие сведения

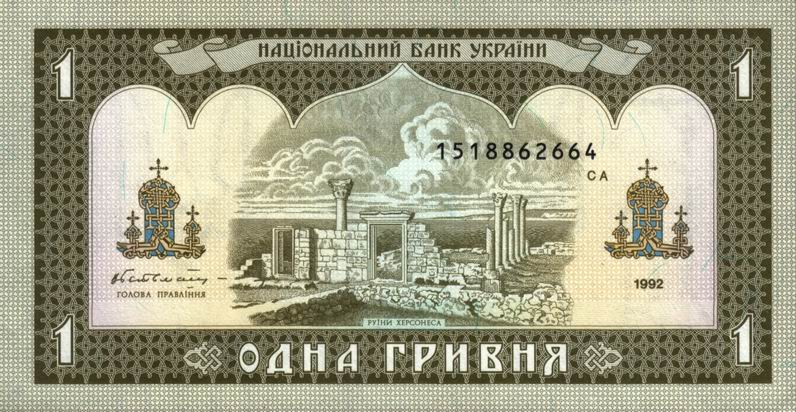
1 гривна Украины серии 1992 года

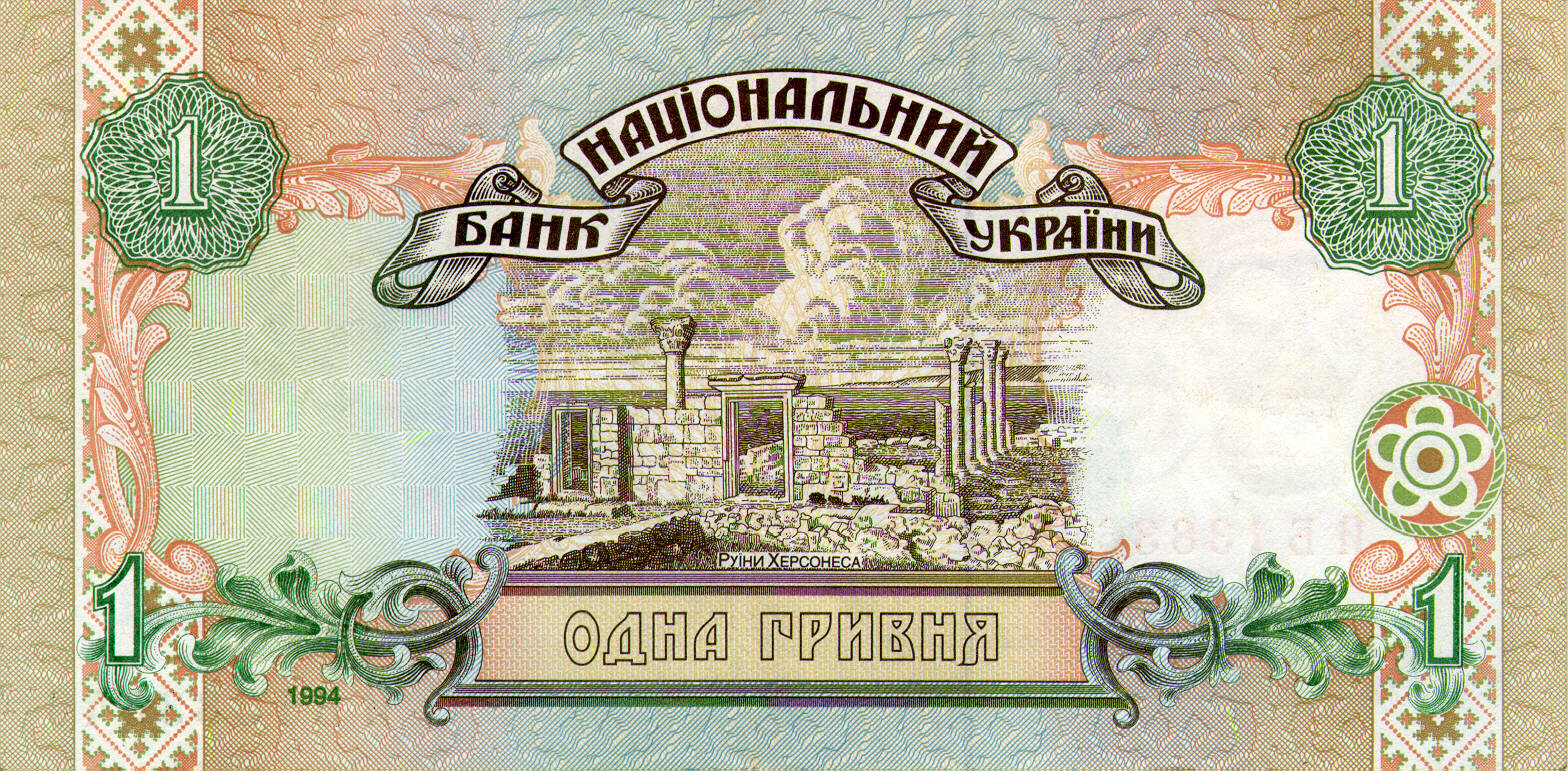
1 гривна Украины серии 1994—2001 годов

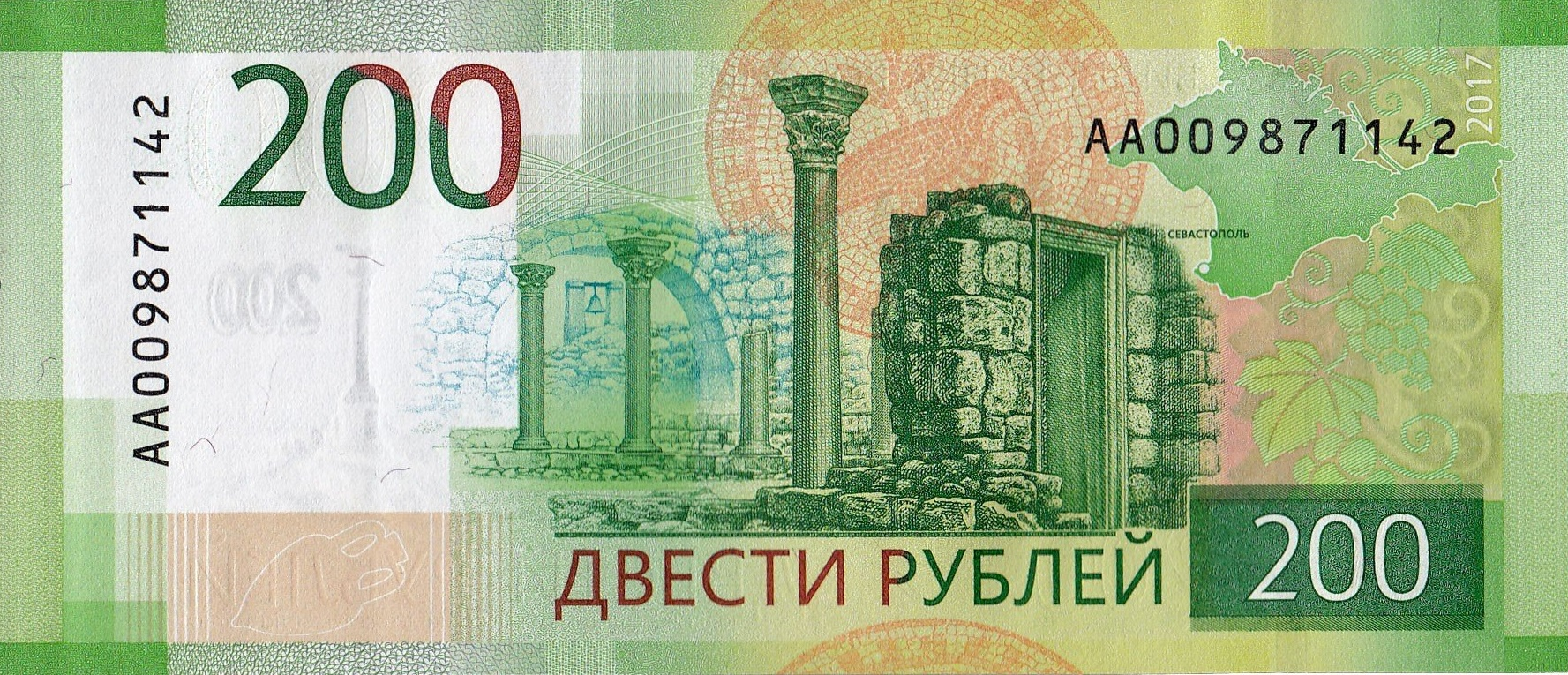
200 рублей России серия 2017 года

- В Херсонесе отбывали ссылку политические противники константинопольских властителей: папы Климент I (в Инкермане) и Мартин I, низложенный император Юстиниан II, его соперник Филиппик Вардан, братья Льва IV Хазарина, самозванный сын Романа IV.
- Посещала Херсонес греческая королева Ольга Константиновна, герцог Спартский Константин, принц греческий Георгий, российский император Александр III. Неоднократно посещал Херсонес последний российский император Николай II с семьёй.
- Распространено мнение, что город Херсон был назван императрицей Екатериной II в честь Херсонеса. Но есть и версия, что название «Херсон» связано с тем, что из крепости был выход на высокий берег Днепра. Императрица Екатерина II в тот период увлекалась греческим языком. На греческом «Херсон» — высокий берег, а «Херсонес» — полуостров. К тому же на момент подписания указа о строительстве Херсона Крым не был российским, это было самостоятельное Крымское ханство.
- Херсонесский колокол снимался в эпизоде фильма «Приключения Буратино» (момент прибытия главных героев на Поле чудес страны Дураков)[44].
- Руины древнего Херсонеса были изображены на 1 украинской гривне серий 1992 и 1994—2001 годов, также они изображены на банкноте 200 российских рублей серии 2017 года.
- В 2009 году Национальный заповедник «Херсонес Таврический» совместно с американскими коллегами — Институтом классической археологии Техасского университета в Остине — реализовал проект по оцифровке документального фонда заповедника. Было записано 75 DVD-дисков с цифровыми копиями чертежей рукописей, негативов и книг XIX — начала XX века[45].
- 4 декабря 2014 года президент России Владимир Путин в своём ежегодном послании Федеральному Собранию заявил, что для России Корсунь (Херсонес) «имеют огромное цивилизационное и сакральное значение, как Храмовая гора в Иерусалиме для тех, кто исповедует ислам или иудаизм»[46].
- В июле 2015 года губернатор Севастополя Сергей Меняйло уволил директора «Херсонеса Таврического» Андрея Кулагина и назначил на его место протоиерея Сергия Халюту. Против этого резко выступил коллектив заповедника, отказавшись работать под руководством священника. Под давлением общественности Халюта отказался от поста. После этого скандала Владимир Путин отдал распоряжение ускорить передачу музея-заповедника в федеральное ведение. Это означает, что региональные власти больше не смогут влиять на музей[47].
- В августе 2019 года на новой сцене музея-заповедника был показан спектакль «Грифон», который посмотрел и президент России Владимир Путин[48].

## Галерея

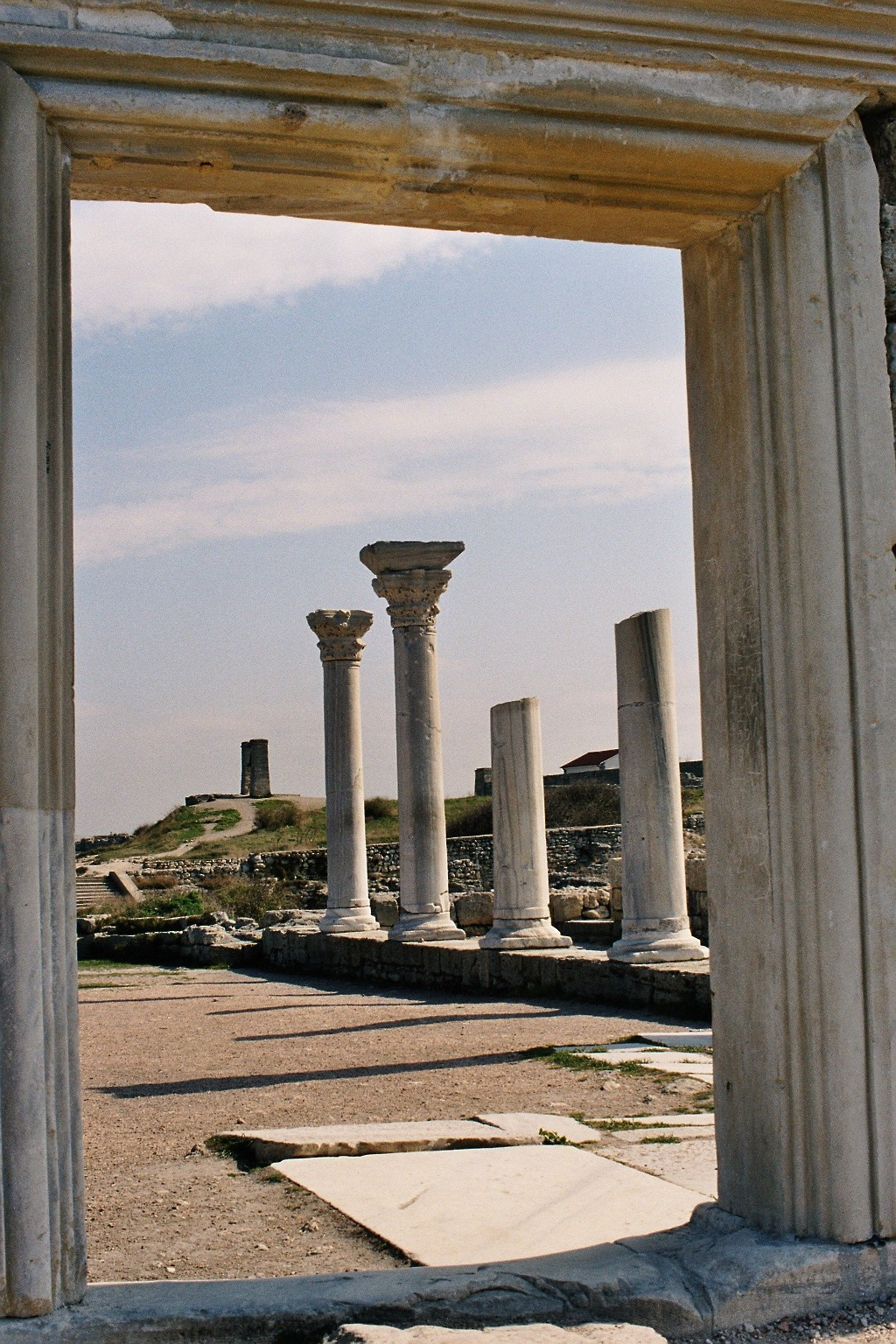
Базилика
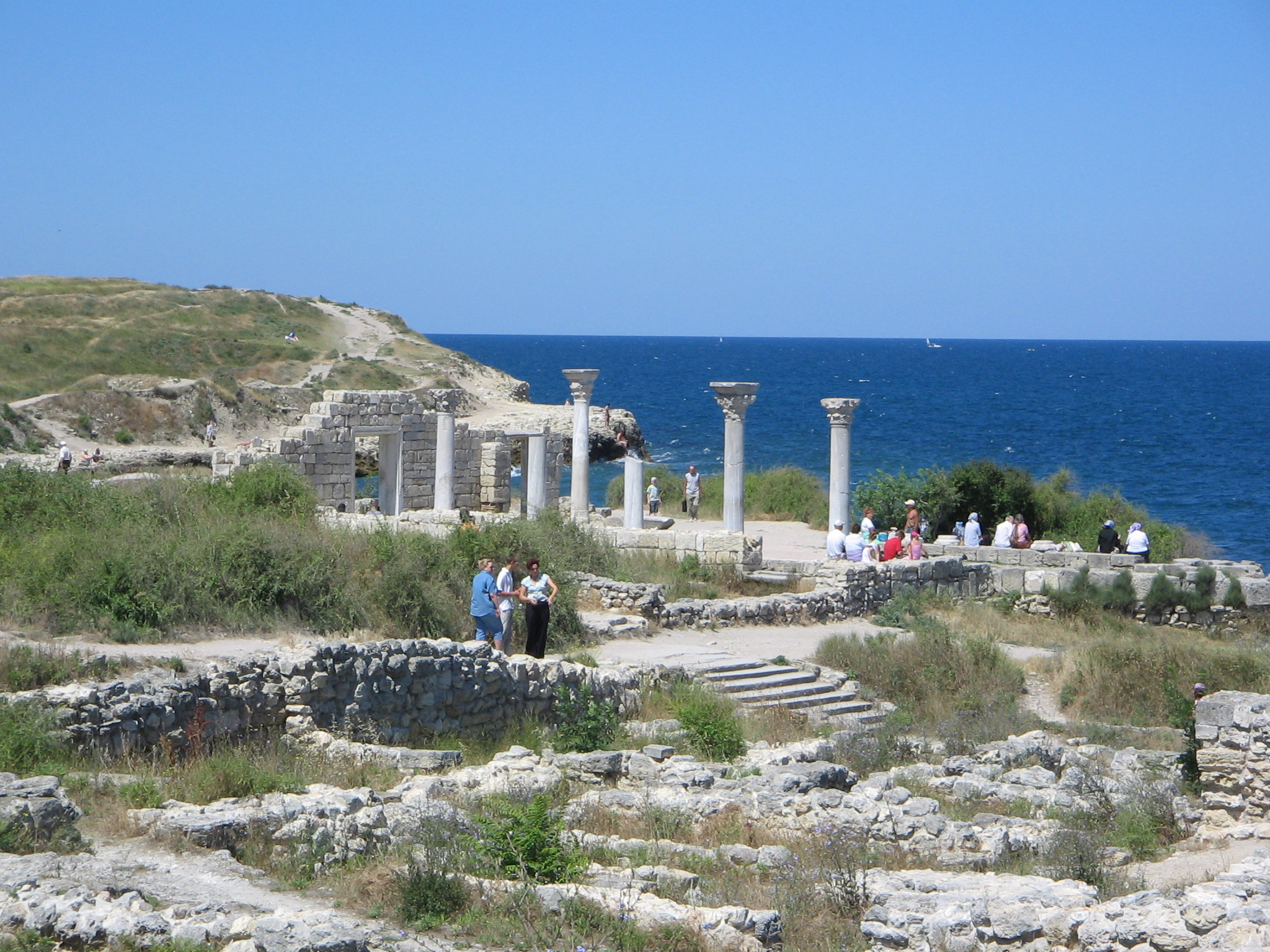
Базилика
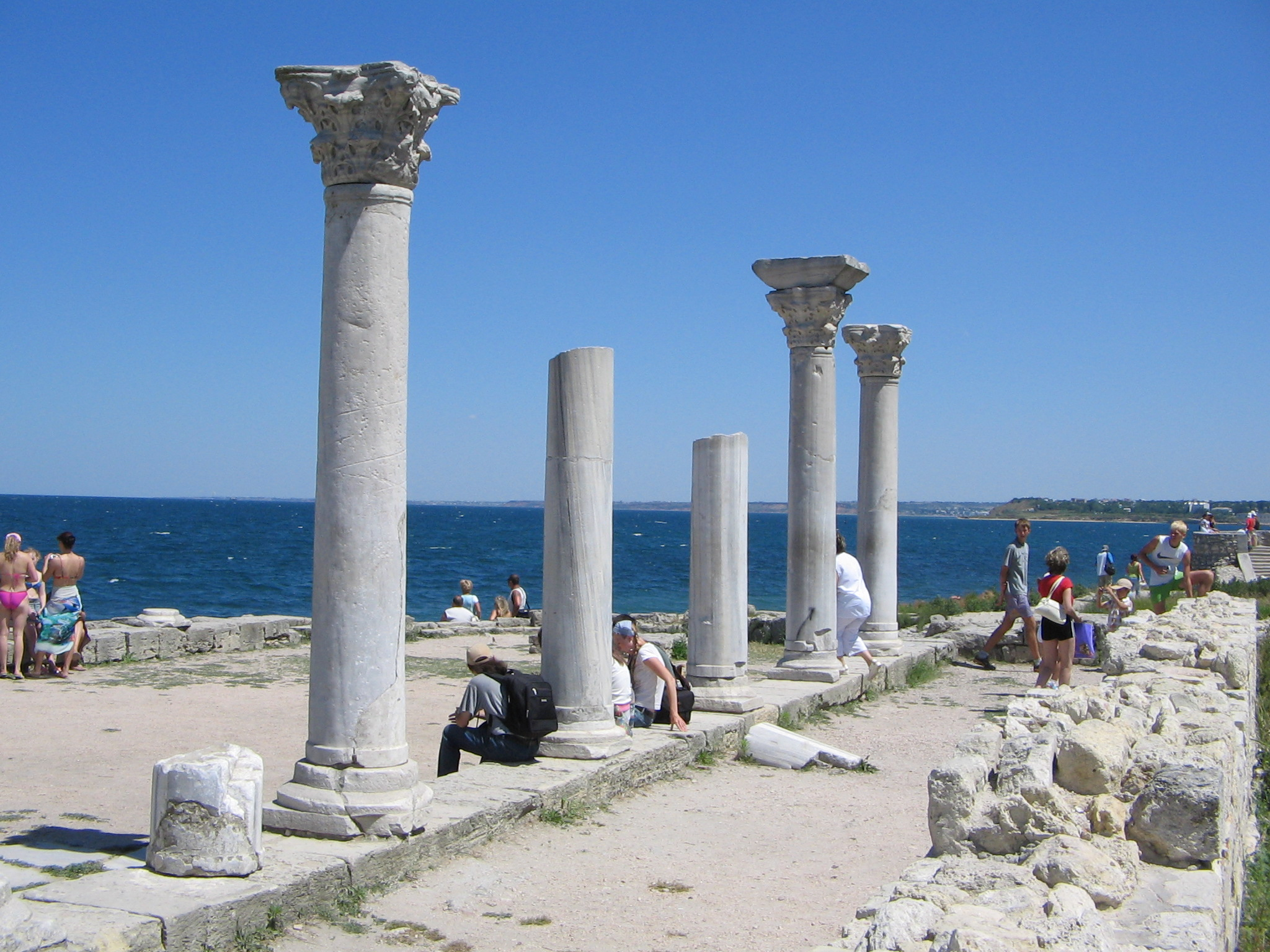
Портик базилики в Херсонесе
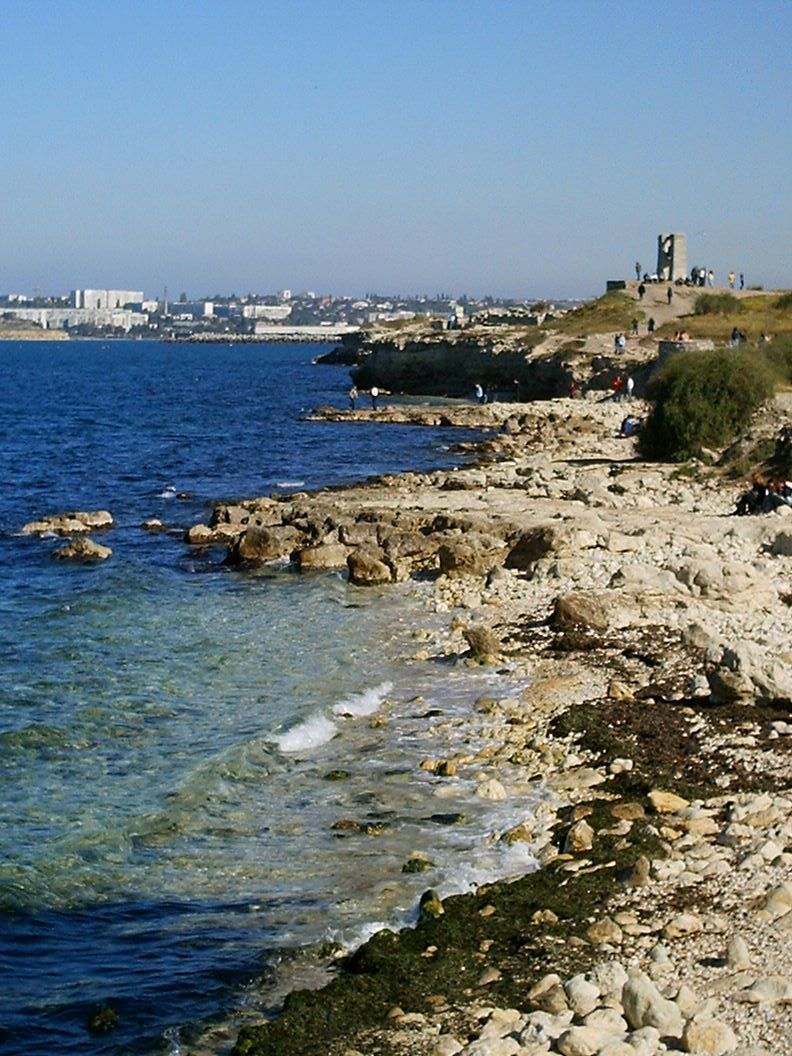
Побережье и вид на Севастополь
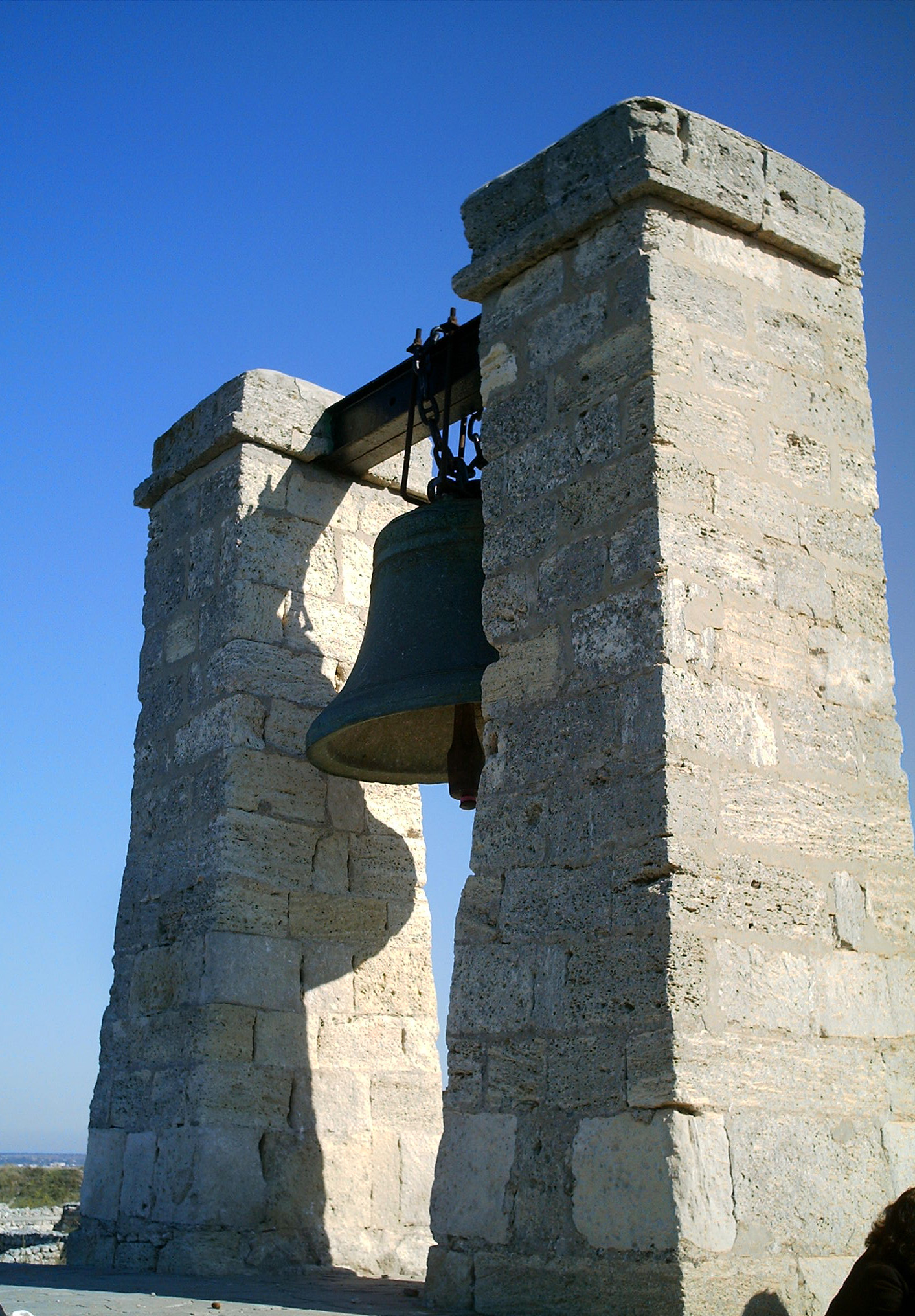
Херсонесский колокол
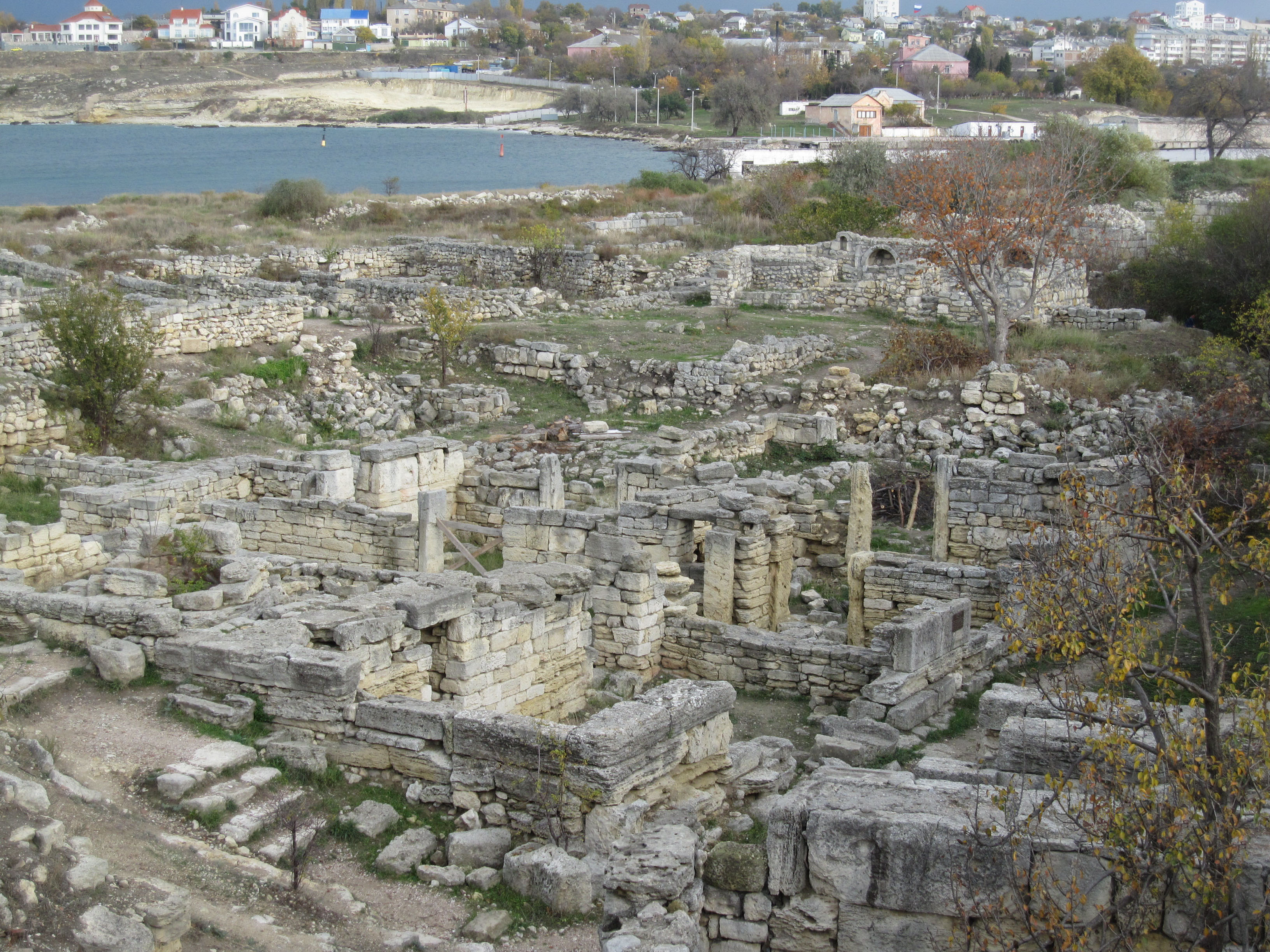
Остатки древних домов
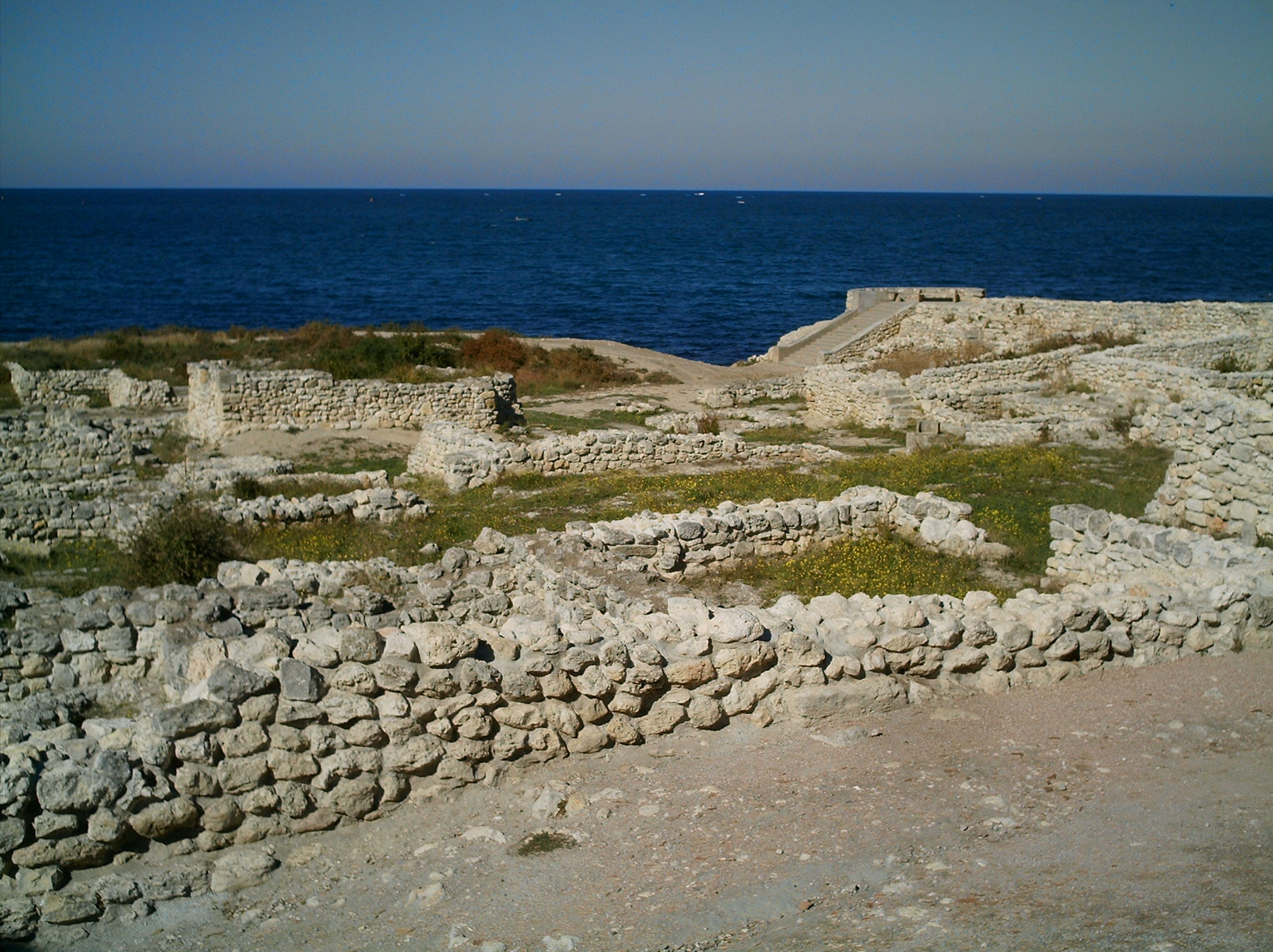
Руины Херсонеса
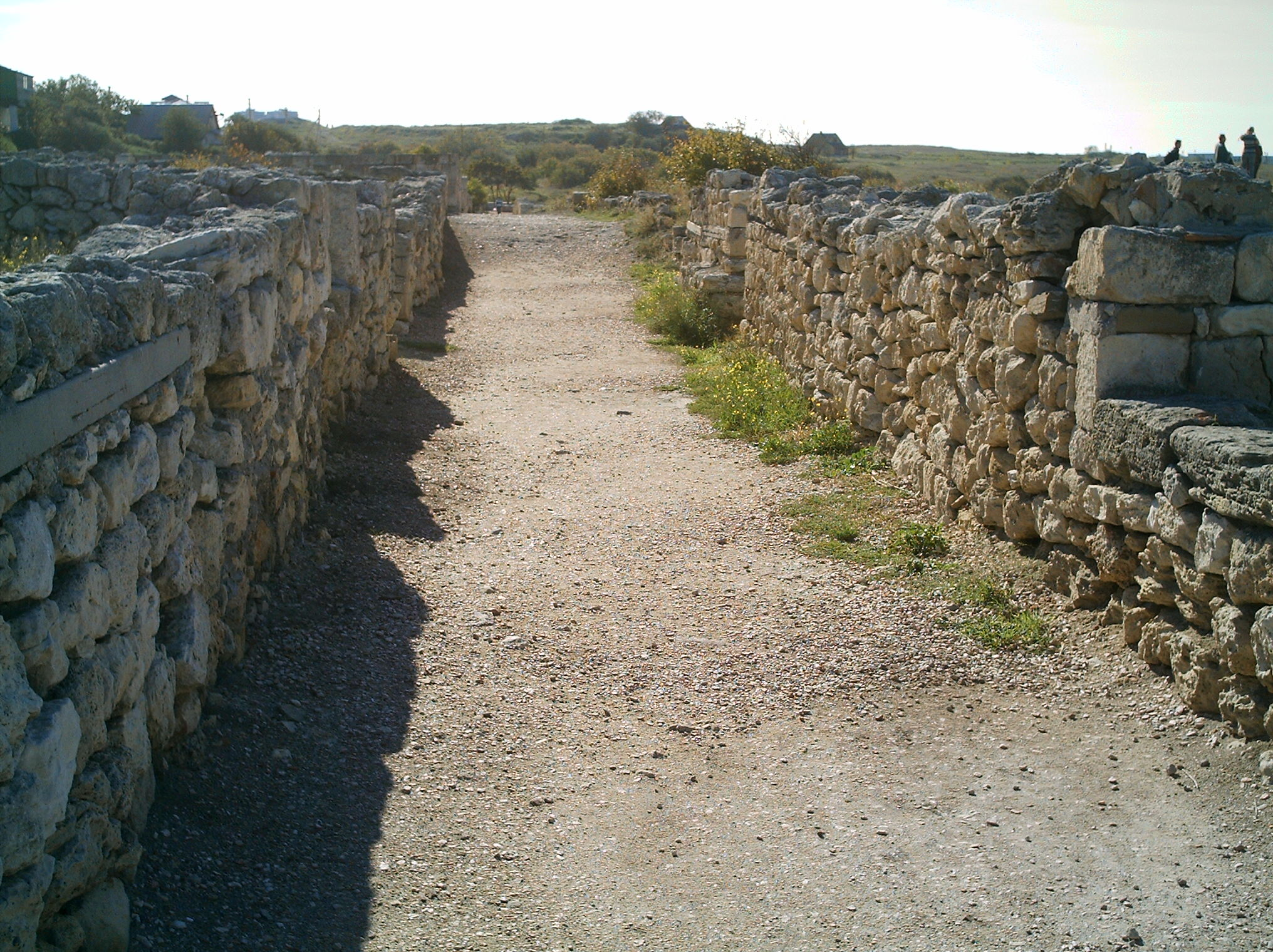
Улица в Херсонесе
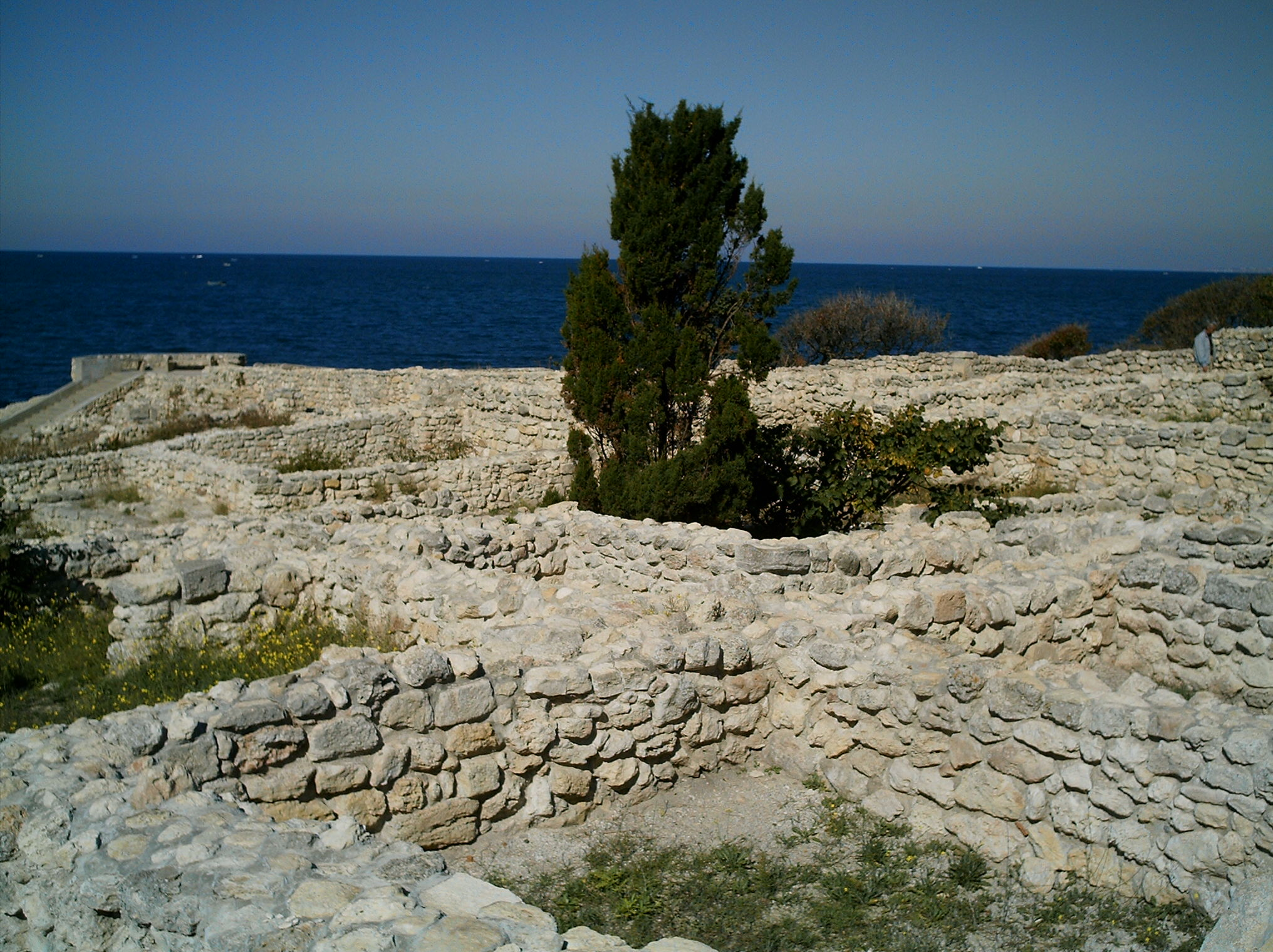
Руины Херсонеса
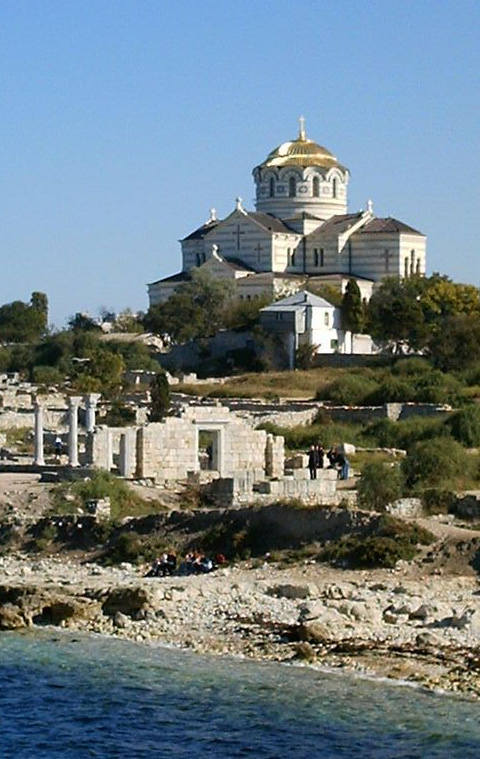
Базилика и храм Св. Владимира
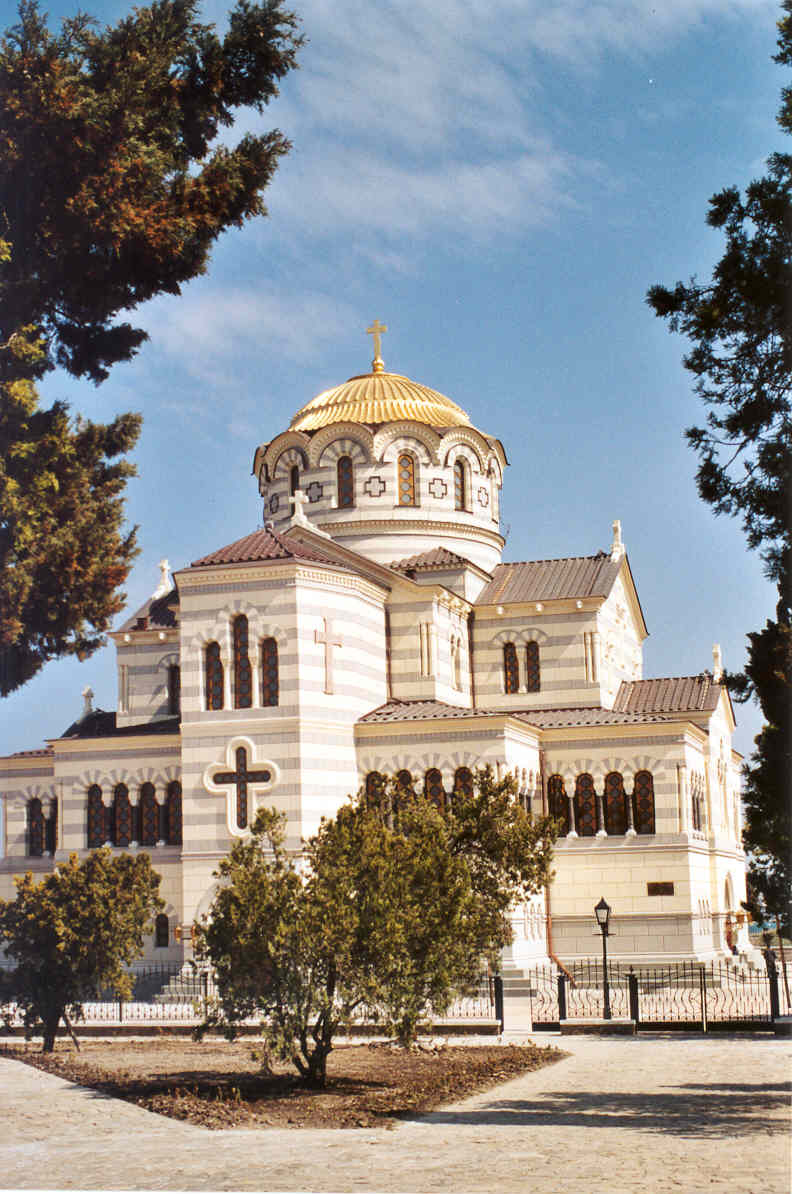
Собор Св. Владимира
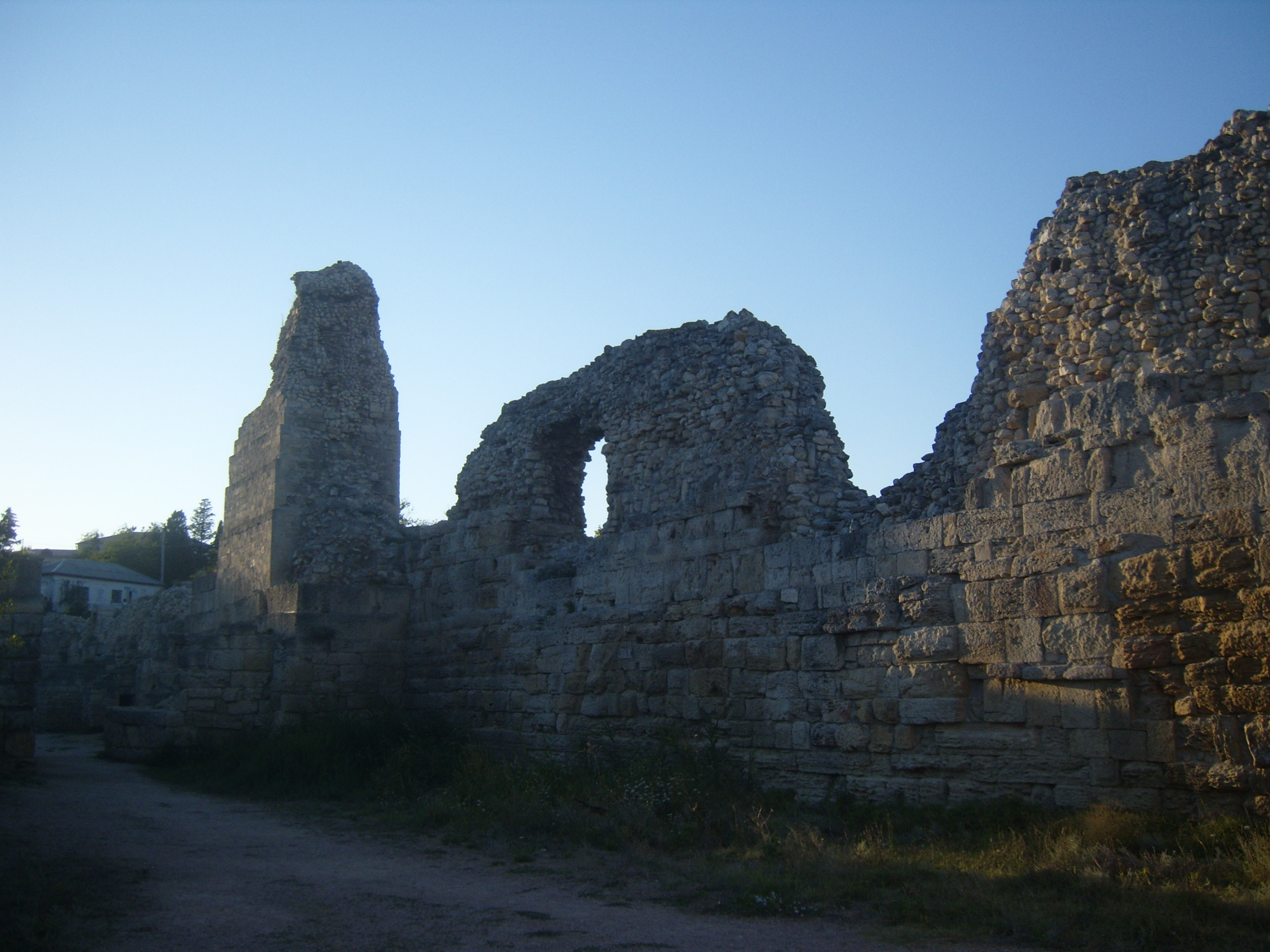
Развалины стен Херсонеса

### Монографии
- Айбабин А. И. Этническая история ранневизантийского Крыма — Симферополь: ДАР, 1999. — 352 с.
- Анохин В. А. Монетное дело Херсонеса (IV в. до н. э. — XII в. н. э.). — Киев: Наукова думка, 1977. — 174 с.
- Античная расписная керамика Херсонеса Таврического: из раскопок С. Г. Рыжова в 1976—2011 годах. — Севастополь: Альбатрос, 2019. — 146, [58] с. (Научные труды Херсонесского музея. Монографическая серия).
- Архитектура ранневизантийских сакральных построек Херсонеса Таврического. В 3 тт. — Poznan', 2004—2009.
- Белов Г. Д. Херсонес Таврический. — Л., 1948. — 148 с.
- Богданова Н. М. Херсон в X—XV вв. Проблемы истории византийского города // Причерноморье в Средние века. — М., 1991. — Стр. 8—172.
- Буйских А. В. Пространственное развитие Херсонеса Таврического в античную эпоху. — Симферополь, 2008. — 424 с.
- Зубарь В. М. Боги и герои античного Херсонеса. — Киев: Издательский дом «Стилос», 2005. — 188 с.
- Зубарь В. М. Херсонес Таврический и Римская империя. — Киев, 1994. — 180 с.
- Кадеев В. И., Сорочан С. Б. Экономические связи античных государств Северного Причерноморья в I в. до н. э. — V в. н. э. : (на материалах Херсонеса). — Харьков: Вища школа, 1989. — 134 с.
- Кадеев В. И. Херсонес Таврический. Быт и культура (I—III вв. н. э.). — Харьков: АО «Бизнес Информ», 1996. — 212 с.
- Николаенко Г. М. Древности Маячного полуострова. Археологическая характеристика памятников. Севастополь, 2018. — 344 с. (Научные труды Херсонесского музея. Монографическая серия) ISBN 978-5-6040392-3-6
- Пальцева Л. А. Херсонес Таврический в V—I вв. до н. э. — Л.: ЛГУ, 1988.
- Романчук А. И. Исследования Херсонеса-Херсона. Раскопки. Гипотезы. Проблемы. в 2-х томах. — Тюмень: ТГУ, 2008.
- Сазанов А. В. Средневековый Херсон. — Саарбрюккен: LAP Lambert, 2012.
- Сапрыкин С. Ю. Гераклея Понтийская и Херсонес Таврический. — М.: МГУ, 1986. — 248 с.

- Граффити античного Херсонеса / Под ред. Э. И. Соломоник. — Киев: Наук. думка, 1978. — 171 с.

- Сорочан С. Б., Зубарь В. М., Марченко Л. В. Жизнь и гибель Херсонеса. — Харьков: Майдан, 2000. — 828 с.
- Сорочан С. Б. Византийский Херсон (вторая половина VI — первая половина X вв.). Очерки истории и культуры. В 2 тт. — Харьков: Майдан, 2005. — 1646 с. (переизд. М., 2013).
- Херсонес Таврический в середине I в. до н. э. — VI в. н. э.: Очерки истории и культуры. — Харьков: Майдан, 2004. — 732 с.
- Херсонес Таврический в третьей четверти VI — середине I вв. до н. э. Очерки истории и культуры. — Киев: Академпериодика, 2005. — 628 с.
- Чореф М. М. История византийской Таврики по данным нумизматики. — Тюмень; ТюмГУ; Нижневартовск: НВГУ. — 194 с.
- Шевченко А. В. Терракоты античного Херсонеса и его ближней сельской округи. — Симферополь: Наследие тысячелетий, 2016. 520 стр. (Серия: Крым в истории, культуре и экономике России).
- Щеглов А. Н. Полис и хора. Серия «Археологические памятники Крыма». — Симферополь: Таврия, 1976. — 175 с.

### Серийные издания
- Херсонесский сборник. Вып. I—XXII. 1926—2021.
- Сообщения Херсонесского музея. Вып. 1-4. 1960—1969.
- Научные труды Херсонесского музея. Монографическая серия. 2018-. (Издаётся Государственным историко-археологическим музеем-заповедником «Херсонес Таврический»).
- Материалы по археологии, истории и этнографии Таврии (ВАК)
- Материалы по археологии и истории античного и средневекового Причерноморья (Web of Science, Scopus, ВАК)

### Путеводители

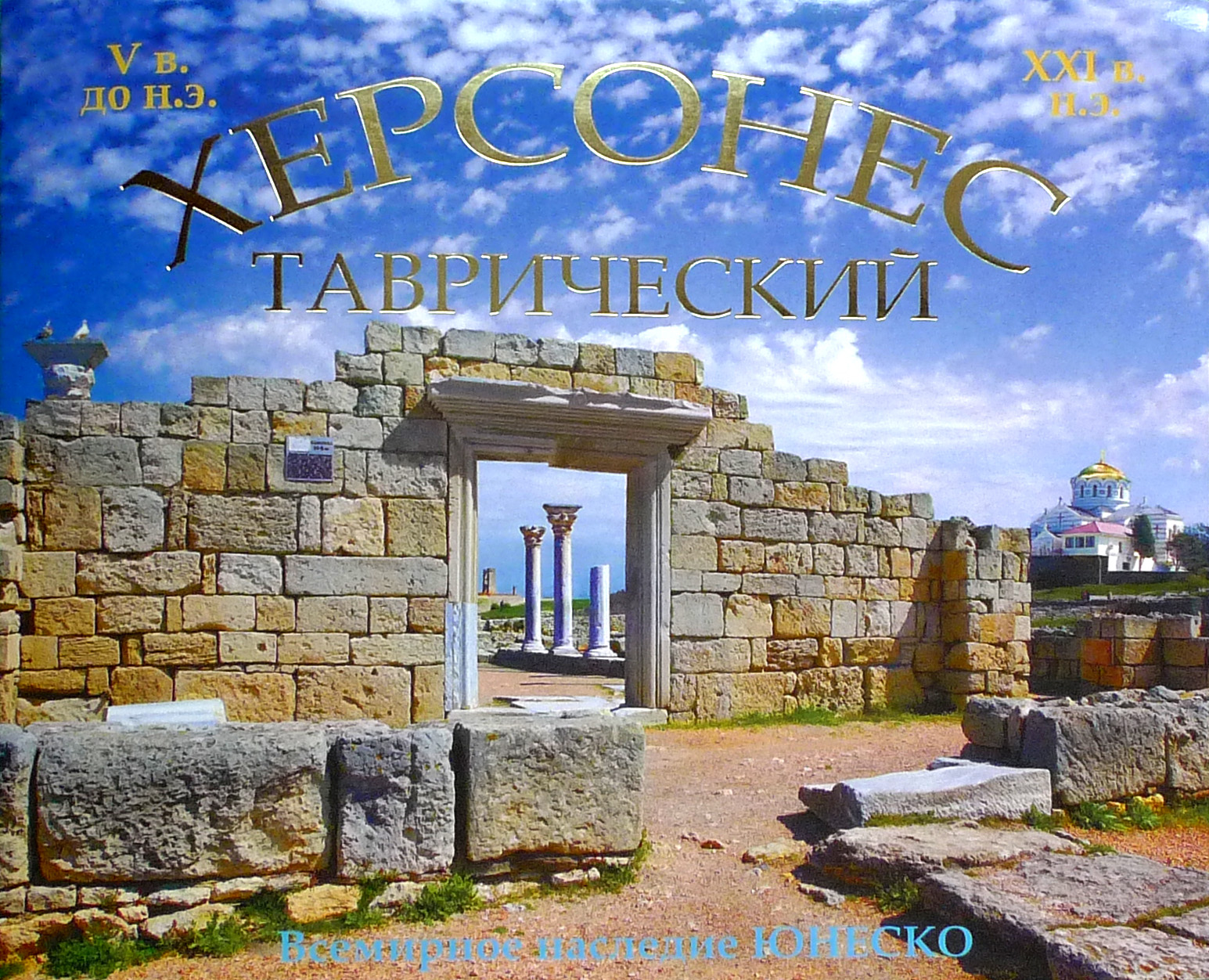
Фотография на обложке альбома-путеводителя «Херсонес Таврический» В. И. Гуков, Т. Ю. Яшаева М. Изд. Фотохудожник, 2017.

- Фотография на обложке альбома-путеводителя «Херсонес Таврический» В. И. Гуков, Т. Ю. Яшаева М. Изд. Фотохудожник, 2017.Гриневич К. Э. Иллюстрированный путеводитель по Херсонесу Таврическому: История, руины, музей. — Севастополь, 1923. — 159 с.
- Херсонес Таврический. Путеводитель по раскопкам / Научн. ред. Г. Белова. — Симферополь: Крымиздат, 1958. — 87 с.
- Херсонес Таврический. Путеводитель по музею и раскопкам / И. А. Антонова, В. В. Борисова, А. М. Гилевич, С. Ф. Стржелецкий, А. Н. Щеглов. — Симферополь: Крымиздат, 1962. — 143 с.

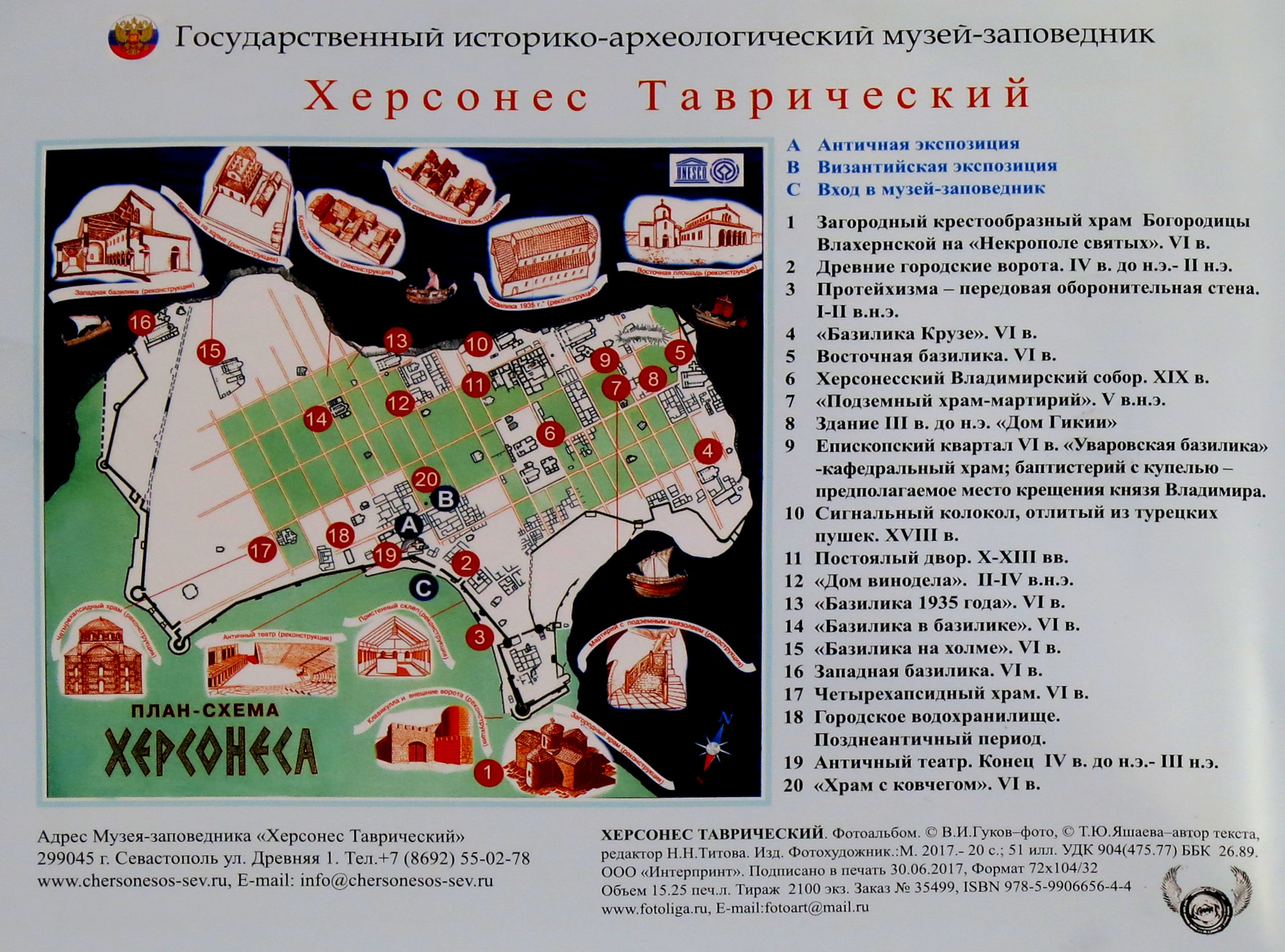
План-схема Херсонес

- План-схема ХерсонесХерсонес Таврический. Фотоальбом-путеводитель. В.И Гуков — фото, Т. Ю. Яшаева — текст. М. Изд. Фотохудожник, 2017. — 18 с.

### Статьи
- Белов Г. Д. К изучению экономики и быта позднесредневекового Херсонеса // Советская археология. — М.—Л.: Изд-во АН СССР, 1941. — Т. VII. — С. 231—244.
- Вус О. В. Оборонительные сооружения ранневизантийского Херсона: реконструкция и развитие городской фортификации в IV—VI вв. // Материалы по археологии и истории античного и средневекового Причерноморья. — 2017. — Вып. 9. — С. 203—247.
- Вус О. В. Мобильная группировка римской армии в Таврике в конце III—V вв. н. э. // Материалы по археологии и истории античного и средневекового Причерноморья. — 2016. — Вып. 8. — С. 357—376.
- Голофаст Л. А. Градостроительный облик Херсона в XIII веке // Материалы по археологии, истории и этнографии Таврии. — Симферополь, 2009. — Вып. XV. — С. 275—377.
- Зедгенидзе А. А. Херсонес Таврический: границы и элементы полиса в конце V — IV в. до н. э. // Древнейшие государства Восточной Европы. 2023 год: Черноморский регион в античности и раннем средневековье: проблемы исторической географии. — М.: ГАУГН-Пресс, 2023. — С. 136—173.
- Сорочан С. Б. О пещере «Парфенон» в Херсонесе // Материалы по археологии и истории античного и средневекового Причерноморья. — 2017. — Вып. 9. — С. 297—310.
- Стржелецкий С. Ф. Клеры Херсонеса Таврического. К истории древнего земледелия в Крыму // Херсонесский сборник. — Симферополь, 1969. — Вып. 4. — С. 7—29.
- Тюменев А. И. Херсонесские этюды. I. К вопросу о времени и обстоятельствах возникновения Херсонеса // Вестник древней истории. — 1938. — № 2 (3). — С. 245—275.
- Ушаков С. В., Байбуртский А. М. Средневековый Херсонес в второй половине XIII в.: город, поселок, торговый пункт? // Археология евразийских степей. — 2022. — № 4. — С. 264—273.
- Храпунов Н. И. О названиях поздневизантийского и поствизантийского Херсона // Материалы по археологии, истории и этнографии Таврии. — Симферополь: ООО «Антиква», 2023. — Вып. XXVIII. — С. 519—540.
- Хрушкова Л. Г. Византийский мрамор Херсонеса Таврического: начало изучения // Материалы по археологии и истории античного и средневекового Причерноморья. — 2017. — Вып. 9. — С. 311—341.
- Хрушкова Л. Г. Ранневизантийские капители из Херсонеса Таврического // Материалы по археологии и истории античного и средневекового Причерноморья. — 2019. — Вып. 11. — С. 303—469.
- Цымбал М. Л. Херсон во второй половине XIII — XIV вв.: к хронологии разрушения города // Археология евразийских степей. — 2024. — № 2. — С. 283—294.
- Шевченко Т., Домановський А. Херсонес — Херсон — Корсунь (укр.) // Археологія України за роки Незалежності. — Київ: Інститут археології НАН України, 2022. — С. 229—237. Архивировано 19 января 2023 года.